# Rudi Dutschke

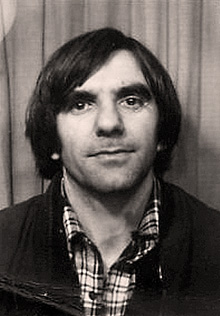
Rudi Dutschke

Alfred Willi Rudi Dutschke, Rufname Rudi (* 7. März 1940 in Schönefeld, Landkreis Jüterbog-Luckenwalde; † 24. Dezember 1979 in Aarhus, Dänemark), war ein deutscher marxistischer Soziologe und politischer Aktivist. Er gilt als Wortführer der Studentenbewegung der 1960er Jahre in West-Berlin und in Westdeutschland. Ein Rechtsextremist fügte ihm am 11. April 1968 mit Pistolenschüssen schwere Hirnverletzungen zu, an deren Spätfolgen er 1979 starb.

## Leben

### Jugend und Studium

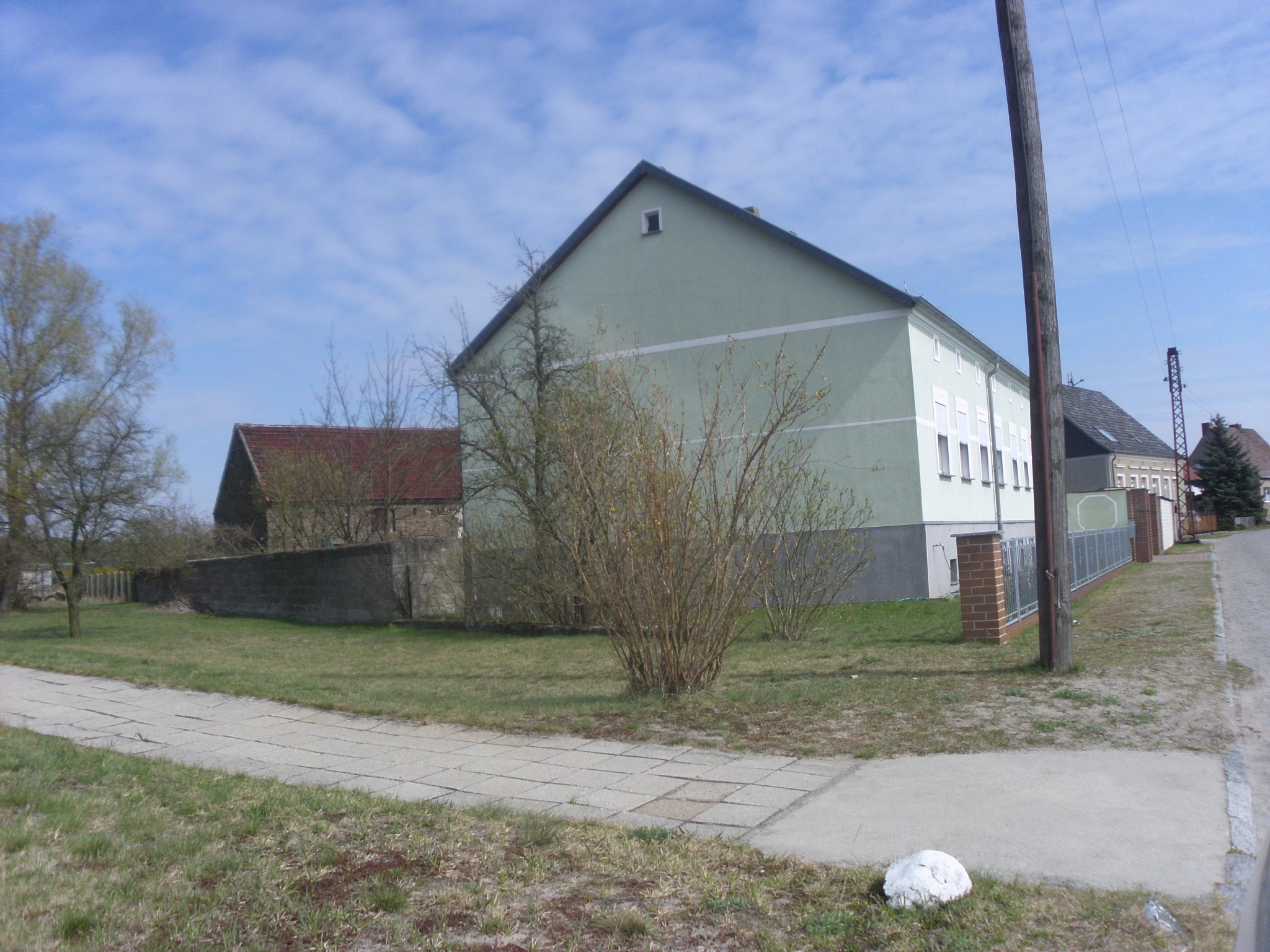
Elternhaus von Dutschke in Schönefeld, Bahnstraße 17

Rudi Dutschke war der jüngste von vier Söhnen des Ehepaars Elsbeth und Alfred Dutschke, eines Postbeamten in Schönefeld bei Luckenwalde. Er verbrachte seine Jugendjahre in der DDR und war in der evangelischen Jungen Gemeinde von Luckenwalde aktiv, wo er seine „religiös sozialistische“ Grundprägung erhielt. Als Leistungssportler (Zehnkampf) wollte er zunächst Sportreporter werden. Um seine Chancen für eine entsprechende Ausbildung in der DDR zu erhöhen, trat er 1956 in die Freie Deutsche Jugend (FDJ) ein.
Durch den Ungarischen Volksaufstand 1956 wurde Dutschke politisiert. Er ergriff Partei für einen demokratischen Sozialismus, der sich gleichermaßen von den USA und der Sowjetunion distanzierte, und lehnte auch die SED ab. Entgegen deren antifaschistischem Anspruch sah er die Strukturen und Mentalitäten der NS-Zeit im Osten wie im Westen fortdauern.
1956 stellte die DDR die Nationale Volksarmee auf und warb an den Oberschulen für den Wehrdienst in ihr. Darauf schrieb Dutschke seinem Schuldirektor, als Pazifist und religiöser Sozialist lehne er den Wehrdienst mit der Waffe ab. Seine Mutter habe ihre vier Söhne nicht für den Krieg geboren. Trotz seines Glaubens an Gott und seiner Wehrdienstablehnung glaube er, ein guter Sozialist zu sein. Der Direktor rügte Dutschkes „falsch verstandenen Pazifismus“ vor einer Schülerversammlung. Dutschke zitierte daraufhin pazifistische Gedichte aus DDR-Schulbüchern, die kurz zuvor noch üblicher Lehrstoff gewesen waren, und betonte, nicht er, sondern die Schulleitung habe sich geändert. Darauf wurde seine Abiturgesamtnote 1958 auf „befriedigend“ herabgestuft, so dass er nicht sofort studieren durfte. Auch nach seiner Ausbildung zum Industriekaufmann in einem Luckenwalder Volkseigenen Betrieb verwehrten ihm die DDR-Behörden das gewünschte Sportjournalistikstudium.

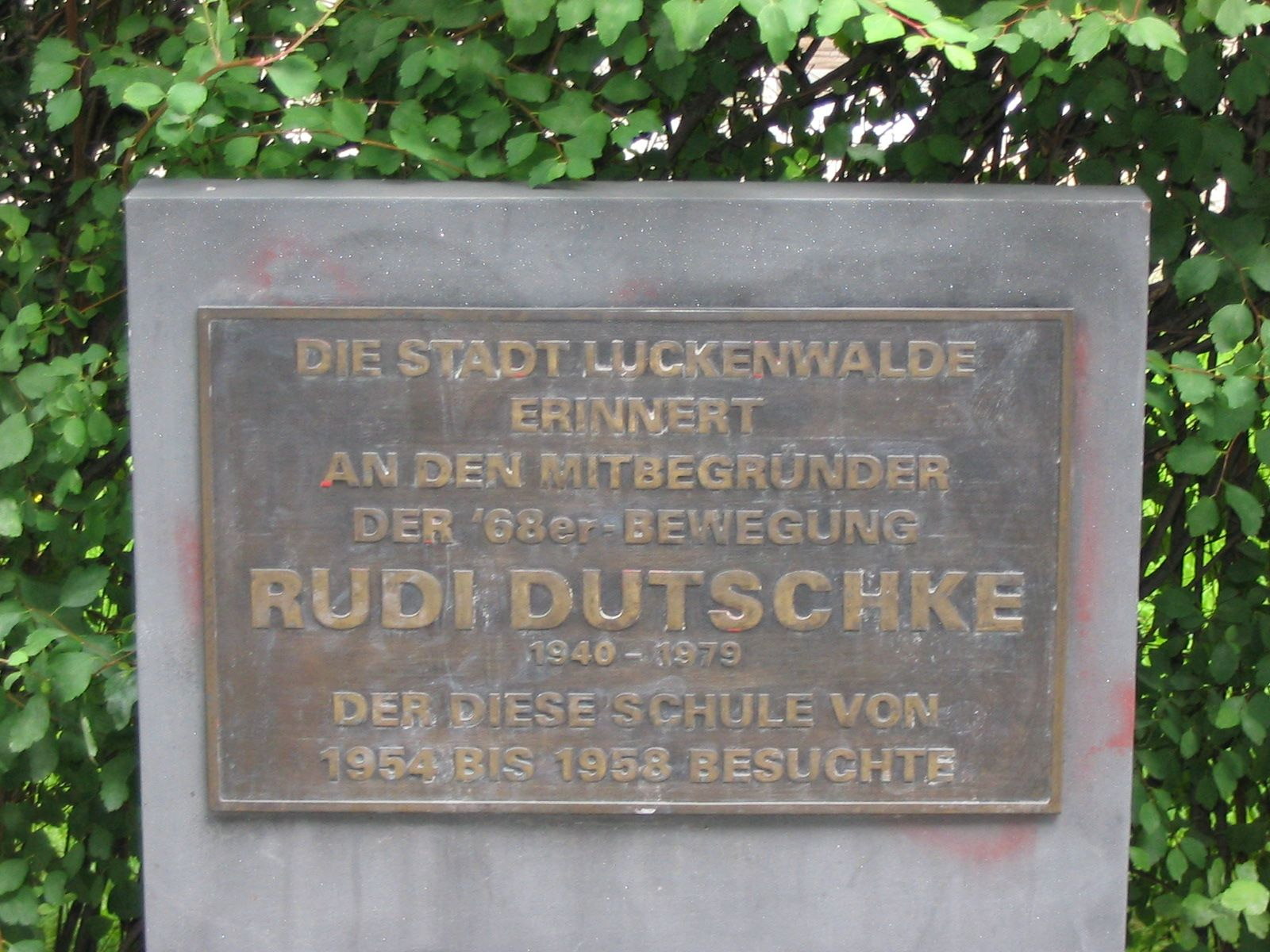
Gedenktafel vor dem Luckenwalder Gymnasium

Um in West-Berlin studieren zu können, besuchte er von Oktober 1960 bis Juni 1961 einen Abiturkurs am Askanischen Gymnasium in Berlin-Tempelhof. Danach bewarb er sich erfolgreich als Sportreporter bei der im Axel Springer AG erscheinenden Boulevardzeitung B.Z. Von ihm signierte Artikel sind nicht erhalten, aber seine neunmonatige Tätigkeit wurde von anderen Journalisten öffentlich erwähnt. Am 10. August 1961 zog er nach West-Berlin und vollzog damit die Flucht aus der DDR. Als drei Tage später die Berliner Mauer gebaut wurde, ließ er sich aus Protest im Notaufnahmelager Marienfelde als politischer Flüchtling registrieren. Am 14. August versuchte er mit einigen Freunden, ein Teilstück der Mauer mit einem Seil einzureißen, und warf Flugblätter hinüber. Dies war seine erste politische Aktion.
Im Herbst 1961 begann Dutschke an der Freien Universität Berlin (FU) ein Studium der Fächer Soziologie, Ethnologie, Philosophie und Geschichtswissenschaft, das er 1968 beendete. Der FU blieb er bis zu seiner Promotion 1973 verbunden; seine Promotionsarbeit hatte das Thema: "Zur Differenz des asiatischen und westeuropäischen Weges zum Sozialismus". Zunächst studierte er den Existentialismus von Martin Heidegger, Karl Jaspers und Jean-Paul Sartre, bald auch Marxismus und die Geschichte der Arbeiterbewegung. Er las die Frühschriften von Karl Marx, Werke der marxistischen Geschichtsphilosophen Georg Lukács und Ernst Bloch sowie der Kritischen Theorie (Theodor W. Adorno, Max Horkheimer und Herbert Marcuse). Angeregt durch die US-amerikanische Theologiestudentin Gretchen Klotz las er auch Werke der sozialistischen Theologen Karl Barth und Paul Tillich. Sein früherer religiöser Sozialismus wandelte sich zu einem fundierten Marxismus. Dabei betonte er jedoch immer die Handlungsfreiheit des Individuums gegenüber den gesellschaftlichen Verhältnissen.

### Studentenbewegung
Im Herbst 1963 trat Dutschke mit Bernd Rabehl in die Gruppe Subversive Aktion ein, die Gesellschafts- und Kulturkritik mit Protestaktionen verband. Er gab deren Zeitschrift Anschlag mit heraus und verfasste Artikel zur marxschen Kritik am Kapitalismus, zur Lage vieler Länder der „Dritten Welt“ und zu neuen politischen Organisationsformen. Der seit 1961 unabhängige Sozialistische Deutsche Studentenbund (SDS) hielt die Gruppe damals für „aktionistisch“ und „anarchistisch“.
Im Februar 1964 verteilte Dutschkes Anschlag-Gruppe ein Flugblatt gegen schlagende Studentenverbindungen, die damals an der FU Fuß fassten. Er wurde wissenschaftliche Hilfskraft am Osteuropa-Institut der FU und erklärte Gaststudenten aus Lateinamerika in einem Seminar die Lage ihrer Herkunftsländer mit marxschen Grundbegriffen. Im Dezember 1964 demonstrierte Dutschkes Gruppe mit dem SDS und anderen gegen den Staatsbesuch des kongolesischen Premierministers Moïse Tschombé. Als dieser an den Demonstranten vorbeigelotst wurde, organisierte er spontan eine unangemeldete „Spaziergänger“-Demonstration zum Rathaus Schöneberg. Dabei soll Tschombé laut Dutschkes Tagebucheintrag als „imperialistischer Agent und Mörder“ mit Tomaten „voll in die Fresse“ getroffen worden sein. Im Rückblick bezeichnete Dutschke diese Aktion als „Beginn unserer Kulturrevolution“. Der Regierende Bürgermeister Willy Brandt empfing die Demonstranten und genehmigte ihre Versammlung nachträglich. Dutschke erläuterte sein Konzept gezielter Regelverletzungen ausführlich in der Subversiven Aktion und schlug vor, in den SDS einzutreten, um diesen zu radikalisieren. Die Münchner Teilgruppe um Dieter Kunzelmann und Frank Böckelmann lehnte dies ab. Sie kritisierten Dutschkes bisherige Aktionen als „oberflächliche“ Tagespolitik, Irrglauben an die „Mythe des Proletariats“ und verlangten eine „kulturrevolutionäre Tiefendimension“. Klassenkampf sei generell veraltet, da alle Menschen früher oder später der „Entpersönlichung“ durch das Diktat der „Ökonomisierung des ganzen Lebens“ unterworfen seien. Im Februar 1965 wurde Dutschke in den politischen Beirat des West-Berliner SDS gewählt.
Von Januar 1965 bis Ende 1966 veranstaltete Dutschke mit Harry Ristock ein Seminar zur Geschichte der Sozialdemokratie, in dem er die SPD scharf angriff. Trotz Vorbehalten des SDS-Vorsitzenden Tilman Fichter nahm der Berliner SDS die Anschlag-Gruppe im Januar 1965 auf und wählte Dutschke im Juni 1965 in den politischen Beirat. Wegen seiner Kenntnis marxistischer Theorie wurde er im SDS rasch anerkannt und erreichte, dass dieser sich antiautoritären Aktionsformen öffnete. Er brachte politisch interessierte und aktionsbereite Jugendliche und Jungarbeiter zu SDS-Treffen mit, etwa aus dem Ça Ira-Club, so dass die verschiedenen Milieus streitend voneinander lernten.
Ab Februar 1965 veranstaltete er Informationsabende des SDS zum Vietnamkrieg mit. Im April 1965 reiste er mit einer SDS-Gruppe in die Sowjetunion, die er im Anschlag als nichtsozialistische, antikapitalistische Diktatur analysiert hatte, kritisierte das Töten der Opfer der Oktoberrevolution und die auf bloße Produktivitäts- und Leistungssteigerung ausgerichtete Industriepolitik der KPdSU. Die Gastgeber bezeichneten ihn dafür in diffamierender Absicht als Trotzkisten.
Im Mai 1965 protestierte die Anschlag-Gruppe mit einem Flugblatt gegen eine damalige Militärinvasion der USA in der Dominikanischen Republik. Dass der SDS sich aus dem Impressum des Flugblatts streichen ließ, löste Debatten um fehlende Solidarität aus. Dutschke beteiligte sich an Protesten an der FU gegen ein Redeverbot für Erich Kuby und besorgte einem ausweisungsbedrohten Gaststudenten den Rechtsanwalt Horst Mahler. Er engagierte sich vor der Bundestagswahl 1965 gegen die geplanten Notstandsgesetze und gründete im Februar 1966 einen Arbeitskreis zur Kritik der „formierten Gesellschaft“, die Bundeskanzler Ludwig Erhard damals propagierte.
Zum 5. Februar 1966 klebte die Anschlag-Gruppe ohne Wissen des SDS ein Plakat, das den Vietnamkrieg der USA als Völkermord beschrieb und für eine internationale antikoloniale Revolution warb. Die West-Berliner Tageszeitungen, die den Krieg seit August 1965 mit einer Spendenkampagne unterstützten, verdächtigten den SDS. Dieser solidarisierte sich nach außen mit einigen inhaftierten Plakatklebern und führte ein Sit-in vor dem Amerikahaus durch, das die Polizei mit Knüppeln auflöste. Intern wollten die älteren SDS-Mitglieder Dutschkes Gruppe ausschließen. In der folgenden Debatte verteidigte er die Plakataktion erfolgreich und gewann damit an Einfluss im SDS.
Seit der Kuby-Affäre stellte sich der FU-Rektor Hans-Joachim Lieber gegen streikende Studenten und verweigerte ihnen Räume für Diskussionsveranstaltungen. Dutschke war sein Assistent und wollte mit einer Arbeit über Lukács bei ihm promovieren. Nach Konflikten um das politische Mandat des Berliner Allgemeinen Studentenausschusses (AStA) und Mitspracherechte der Studierenden in Hochschulgremien, die sich bis Frühjahr 1967 zuspitzten, verlängerte Lieber Dutschkes Assistentenvertrag an der FU Berlin nicht. Später leitete er Disziplinarverfahren gegen mehrere SDSler ein, darunter Dutschke. Damit schied eine akademische Laufbahn für diesen vorerst aus.
Am 23. März 1966 heirateten Dutschke und Gretchen Klotz bei einer Privatfeier in einer Berliner Gastwirtschaft. Sie hatten die Heirat nach einem Gruppentreffen der Subversiven Aktion beschlossen, deren patriarchale Strukturen sie abstießen. Im April 1966 reisten sie nach Ungarn und besuchten Georg Lukács. Obwohl dieser sich von seinen frühen Aufsätzen distanzierte, verteidigte Dutschke seine Positionen im SDS. Das Ehepaar Dutschke hielt vorläufig an Plänen einer politischen Lebens- und Arbeitsgemeinschaft fest und studierte dazu Kommune-Projekte der 1920er Jahre. Kunzelmanns Konzept, jede feste Paarbeziehung aufzuheben, lehnten sie jedoch als „bürgerliches Tauschprinzip unter pseudorevolutionären Vorzeichen“ ab und zogen nicht in die 1967 gegründete Kommune I und Kommune 2.

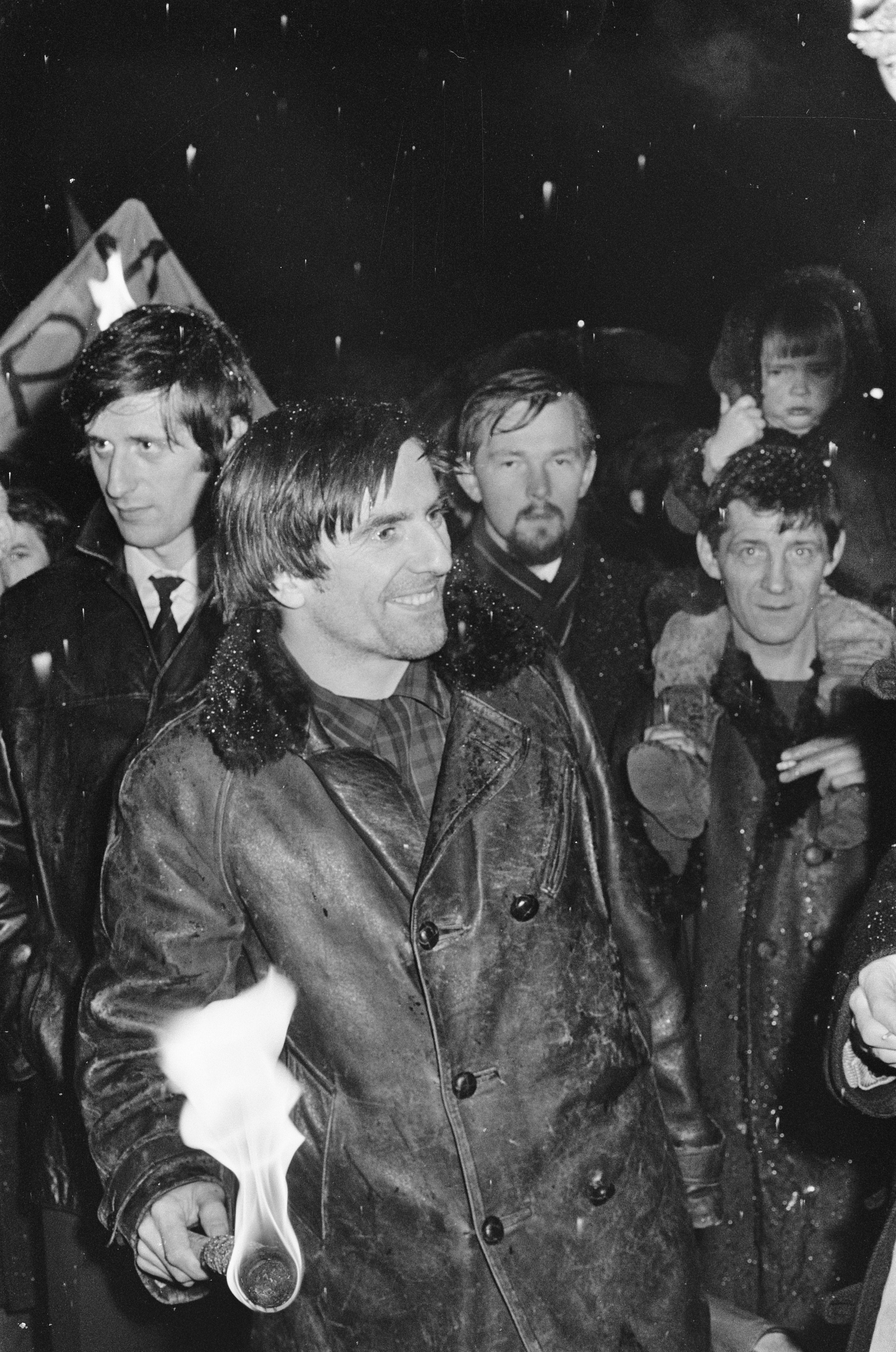
Rudi Dutschke bei einer antiamerikanischen Demonstration in Amsterdam, 11. Februar 1968

Im Mai 1966 bereitete Dutschke den bundesweiten Vietnamkongress in Frankfurt am Main mit vor. Hauptreferate dort hielten bekannte Professoren der Neuen Linken (Herbert Marcuse, Oskar Negt) und der „traditionalistischen“ Linken (Frank Deppe, Wolfgang Abendroth). Im Juli war Dutschke an einer Aktion späterer Kommunarden gegen die Aufführung des rassistischen Films Africa Addio in Berliner Kinos beteiligt. Seinen ersten öffentlichkeitswirksamen Auftritt hatte Dutschke im September 1966 auf der 21. ordentlichen Delegiertenkonferenz des SDS in Frankfurt am Main. Er forderte „die Organisierung der Permanenz der Gegenuniversität als Grundlage für die Politisierung der Hochschulen“. Seine Rede machte ihn über Berlin hinaus bekannt. Kurz darauf veröffentlichte er gegen ein „Schulungsprogramm“ von Frank Deppe und Kurt Steinhaus eine Ausgewählte und kommentierte Bibliographie des revolutionären Sozialismus von Karl Marx bis in die Gegenwart. In diese nahm er auch Frühsozialisten, Syndikalisten und Bolschewisten (Leninisten) auf. Er wollte sie im Anschluss an Karl Korsch nicht als Abweichler von der „reinen Lehre“, sondern ambivalente Antworten auf die jeweiligen historischen Veränderungen verstanden wissen. So regte er den SDS zum Diskutieren von Fragen an, die in der Arbeiterbewegung meist unterdrückt worden waren. Viele dieser Schriften besorgte er sich bei Auslandsreisen, etwa im IISG in Amsterdam, in Buchläden von Chicago und New York City. In die USA reiste er im September 1966 mit seiner Frau, als ihr Vater verstorben war. Als seine Bibliographie im SDS Anklang fand, traten Deppe und Steinhaus als Schulungsreferenten des SDS-Bundesvorstands zurück.
Die im November 1966 ohne Wahlen gebildete erste bundesdeutsche Große Koalition begriff Dutschke als demokratiegefährdende Folge des Machtstrebens der SPD seit deren Einbindung in den Kapitalismus. Vor SPD-Linken in West-Berlin rief er mit Zitaten Rosa Luxemburgs zur Bildung einer Außerparlamentarischen Opposition (APO) auf. Am 6. Dezember fragte er Südvietnams Botschafter nach dessen Vortrag in der FU, ob ihm die starke Unterstützung der südvietnamesischen Landbevölkerung für die NLF bekannt sei. Medien berichteten nur, „Mikrofonstürmer“ und Hồ-Chí-Minh-Rufe der Zuhörer hätten den Botschafter niedergeschrien. Seither überwachte der Berliner Verfassungsschutz die Dutschkes und andere SDS-Mitglieder mit mehreren Informanten. Bei zwei „Spaziergangsdemonstrationen“ gegen den Vietnamkrieg auf dem Kurfürstendamm am 10. und 17. Dezember nach dem Vorbild der Amsterdamer Provo-Bewegung sollte Dutschke reden. Auf Befehl des damaligen Innensenators Heinrich Albertz löste die Polizei die Demonstrationen mit Knüppeln auf, zerstörte Spruchbänder und verhaftete 86 Anwesende, darunter Rudi und Gretchen Dutschke. Presseberichte darüber erwähnten ihn erstmals als „Sprecher des SDS“ oder „des pekingfreundlichen SDS-Flügels“ und nannten ihn fortan „Rädelsführer“ oder „Initiator der Krawalle“. Über eine Podiumsdiskussion Dutschkes mit dem Trotzkisten Ernest Mandel zur Kulturrevolution in China berichtete Springers B.Z. unter dem Titel: „Der Führer der Berliner ‚Provos‘ verteidigte das Treiben der Roten Garden – Dutschke dreht an einem dollen Ding“. Tatsächlich grenzte er sich fortan vom Maoismus ab. Zudem wies er den SDS erstmals auf die hohe bundesdeutsche Arbeitslosigkeit hin und brachte sie mit den Hochschulproblemen der Studenten in Zusammenhang.
Seit Frühjahr 1967 war Dutschke mit Ulrike Meinhof befreundet, der Redakteurin der Zeitschrift konkret. Für deren Juni-Ausgabe gab er ein langes Interview, in dem er den Vietnamkrieg, die Notstandsgesetze und die stalinistischen Bürokratien des Ostblocks als verschiedene „Glieder der weltweiten Kette der autoritären Herrschaft über die entmündigten Völker“ erklärte. Der Chefredakteur Klaus Rainer Röhl ordnete ihn wie die Springermedien jedoch als Maoisten ein. Dutschke, Meinhof und der Exiliraner Bahman Nirumand informierten die Studenten mit Flugblättern, Zeitungsartikeln und Vorträgen über Verbrechen des persischen Schahs und Diktators Mohammad Reza Pahlavi, um Proteste gegen dessen bevorstehenden Staatsbesuch vorzubereiten. Im Stil der Springermedien, die damals vor einem möglichen Attentat auf den Schah warnten, schrieben Dutschke und der Chilene Gaston Salvatore im Oberbaumblatt eine Satire mit dem Titel Der Schah ist tot – Farah geschändet! Darin äußerten sie Verständnis für ein Attentat, betonten aber zugleich, weder in Persien noch der Bundesrepublik lägen die notwendigen Bedingungen für eine erfolgreiche Revolution vor.
Bei der Demonstration am 2. Juni 1967 in West-Berlin, wo der Polizist Karl-Heinz Kurras den Studenten Benno Ohnesorg erschoss, war Dutschke nicht anwesend. Am Folgetag nahm er an einer spontanen Demonstration zum Rathaus Schöneberg teil, die die West-Berliner Polizei gewaltsam beendete. Abends verlangte er bei einer Versammlung in der FU mit Klaus Meschkat die Enteignung des Verlegers Axel Springer. Am 9. Juni, nach Ohnesorgs Beerdigung, rief er beim Kongress „Hochschule und Demokratie“ in Hannover vor etwa 7000 Teilnehmern zu bundesweiten Sitzblockaden auf, um die Aufklärung der Todesumstände Ohnesorgs, den Rücktritt der Verantwortlichen, die Enteignung Springers und die „Entfaschisierung“ der von ehemaligen Nationalsozialisten durchsetzten West-Berliner Polizei durchzusetzen. Nach seiner Abreise bezeichnete der Sozialphilosoph Jürgen Habermas seine Begründung dieser Aktionsvorschläge als „linken Faschismus“ und prägte damit eine Sicht vieler Medien auf die 68er-Revolte. Dutschke betonte dagegen, gezielte Regelverletzungen könnten weitere Morde gerade verhindern. Nur wenige Journalisten und Professoren teilten seine Sicht und solidarisierten sich mit den protestierenden Studenten, darunter Margherita von Brentano, Jacob Taubes, Dutschkes Freund Helmut Gollwitzer, Wolfgang Abendroth, Peter Brückner und Johannes Agnoli.
Im Juli 1967 hörte er Herbert Marcuses Vorlesungen in Berlin, übernahm viele von dessen Ideen und schlug eine Kampagne der APO in West-Berlin zur Gegenaufklärung gegen die Springerzeitungen vor. Mit Gaston Salvatore übersetzte er Che Guevaras einflussreiche Schrift Schaffen wir zwei, drei, viele Vietnams ins Deutsche und schrieb ein Vorwort dazu. Aus den Erfahrungen mit SPD und Gewerkschaften folgerte er, sie seien für eine „Demokratisierung von unten absolut untauglich“. Deshalb wollte er den SDS zu einer politischen Kampforganisation machen. Dazu hielt er bei der SDS-Bundeskonferenz vom 4. bis 8. September 1967 zusammen mit dem Frankfurter SDS-Theoretiker Hans-Jürgen Krahl ein „Organisationsreferat“. Es fand breite Zustimmung, so dass sich Dutschkes antiautoritäre Linie im gesamten SDS durchsetzte. Danach besuchte er den italienischen Verleger Giangiacomo Feltrinelli, erhielt von ihm Schriften für seine Dissertation und finanzielle Unterstützung für die geplante Enteignet-Springer-Kampagne des SDS, den Vietnamkongress und das Internationale Nachrichten- und Forschungs-Institut (INFI). Ende September fuhr das Ehepaar Dutschke mit Röhl und Meinhof für einige Tage nach Sylt. In Westerland diskutierte Dutschke mit Unternehmern über die Enteignet-Springer-Kampagne und überzeugte sie nicht politisch, aber als „anständiger Mensch“.
Die am 1. November 1967 in der FU gegründete „Kritische Universität“ wollte Dutschke nach dem Vorbild ähnlicher Versuche an der University of California, Berkeley und der Pariser Sorbonne zu einer „Gegenuniversität“ für basisdemokratisches Lernen weiterentwickeln. Am 21. Oktober demonstrierte Dutschke mit rund 10.000 Menschen gegen den Vietnamkrieg, während in den USA 250.000 Kriegsgegner das Pentagon belagerten. Am 24. November diskutierte er in der Universität Hamburg mit Rudolf Augstein und Ralf Dahrendorf. Drei Tage zuvor war Kurras vom Vorwurf der fahrlässigen Tötung Ohnesorgs freigesprochen worden, während der Kommunarde Fritz Teufel weiter in Haft blieb. Zum Auftakt seines Strafprozesses am 28. November rief Dutschke rund 1000 Demonstranten zum unbewaffneten Sturm auf das Gerichtsgebäude auf, wurde als „Rädelsführer einer ungenehmigten Zusammenrottung“ festgenommen und angeklagt. Am 3. Dezember zeigte die Sendung „Zu Protokoll“ Günter Gaus im Gespräch mit Rudi Dutschke. Dadurch wurde er bundesweit bekannt. Am Heiligabend 1967 führte er mit einigen SDS-Mitgliedern ein „Go-in“ in die Berliner Kaiser-Wilhelm-Gedächtniskirche durch, um eine Diskussion über den Vietnamkrieg herbeizuführen. Ihre Transparente zeigten die Fotografie eines gefolterten Vietnamesen mit dem Bibelzitat Mt 25,40 . Als die Gottesdienstbesucher die Studenten aus der Kirche prügelten, bestieg Dutschke die Kanzel, wurde aber sofort am Reden gehindert. Der ehemalige Mensur-schlagende Burschenschafter und selbsterklärte „uralte Nazi“ Friedrich Wilhelm Wachau fügte ihm mit einem Schlag seiner Krücke eine blutige Kopfverletzung zu. Ein anwesender Polizist erklärte, Wachau habe richtig gehandelt.
Im Januar 1968 wurde Dutschkes erster Sohn geboren; er war bei der Geburt dabei. Hass und Angriffe häuften sich. Drohende Graffiti („Vergast Dutschke!“) wurden in seinen Hausflur gesprüht, Rauchbomben in den Eingang geworfen, Kot vor seine Tür gelegt. Darum zog die Familie zeitweise in das Haus des Ehepaars Gollwitzer. Im Februar 1968 bezeichnete der CSU-Bundestagsabgeordnete Franz Xaver Unertl Dutschke als „ungewaschene, verlauste und verdreckte Kreatur“.
Um den internationalen Protest gegen den Vietnamkrieg zu unterstützen, gründete Dutschke mit Gaston Salvatore und Feltrinellis Finanzmitteln im Februar 1968 das INFI. Damals besuchte Feltrinelli die Dutschkes in Berlin und brachte mehrere Stangen Dynamit mit. Dutschke schmuggelte den Sprengstoff im Kinderwagen, in dem sein wenige Wochen alter Sohn lag, aus der Wohnung. 1978 erklärte er, mit dem Sprengstoff habe man im Fall einer Verschärfung des Vietnamkriegs amerikanische Schiffe sprengen wollen, die Kriegsmaterial nach Vietnam bringen sollten. Dies war laut der Historikerin Petra Terhoeven „Teil einer auch von Dutschke aktiv mitgetragenen Strategie […], die auf die Errichtung eines transnationalen Netzwerks zur Durchführung militanter, wenngleich ausdrücklich nicht gegen Personen gerichteter Aktionen zielte“.
Im selben Monat kritisierte Dutschke bei einem Streitgespräch mit Johannes Rau (SPD Nordrhein-Westfalen) parlamentarische Rituale und Institutionen und forderte eine „Einheitsfront von Arbeitern und Studenten“.
Den Internationalen Vietnamkongress vom 17. und 18. Februar 1968 an der Berliner TU bereitete er maßgeblich mit vor. Bei der Abschlussdemonstration von mehr als 12.000 Menschen rief er die Teilnehmer zur „Zerschlagung der NATO“ und die US-amerikanischen Soldaten zur massenhaften Desertion auf. Ursprünglich wollte er die Demonstration nach Berlin-Lichterfelde führen und die dortige McNair-Kaserne besetzen. Da die US-Militärs dann Schusswaffengebrauch angekündigt hatten, gab er den Plan nach Gesprächen mit Günter Grass, Landesbischof Kurt Scharf und Heinrich Albertz auf. Nach späterer Aussage Rabehls erwog Dutschke mit anderen Kongressteilnehmern damals inoffiziell den Aufbau von Partisaneneinheiten in Europa, an denen auch die ETA und die IRA beteiligt sein sollten. Jedoch unternahm er praktisch nichts für deren Aufbau, weil er (so die Biografin Michaela Karl) vor Gewalt gegen Menschen zurückscheute. Bei einer vom Berliner Senat mitorganisierten „Pro-Amerika-Demonstration“ am 21. Februar 1968 trugen Teilnehmer Plakate mit der Aufschrift „Volksfeind Nr. 1: Rudi Dutschke“. Ein Passant wurde mit Dutschke verwechselt, Demonstrationsteilnehmer drohten, ihn totzuschlagen.
Nach dem Vietnamkongress reiste Dutschke nach Amsterdam und sprach sich dort für eine aktive Opposition gegen die NATO aus, etwa für Angriffe gegen NATO-Schiffe. Im März 1968 reiste er mit seiner Familie nach Prag und erlebte den Prager Frühling mit. In zwei Vorträgen für die Christliche Friedenskonferenz (CFK) bestärkte er die tschechischen Studenten darin, Sozialismus und Bürgerrechte zu verbinden. Dies begründete er mit den Feuerbachthesen von Karl Marx. Daraufhin forderten einige deutsche orthodoxe Marxisten seinen Ausschluss aus dem SDS, der mehrheitlich abgelehnt wurde. Danach wollte Dutschke mit seiner Frau für ein bis zwei Jahre in den USA leben und lateinamerikanische Befreiungsbewegungen studieren. Er hatte den Umzug schon vorbereitet. Hauptgrund war, dass er zur Identifikationsfigur der 68er-Revolte gemacht worden war und diese Rolle als Widerspruch zur antiautoritären Grundhaltung ablehnte. Die APO sollte ihre Aktivität auch ohne seine Präsenz zeigen können. Für den 1. Mai 1968 war er als Hauptredner nach Paris eingeladen, hätte also die Proteste des Mai 1968 in Frankreich beeinflussen können.

### Attentat und Genesung

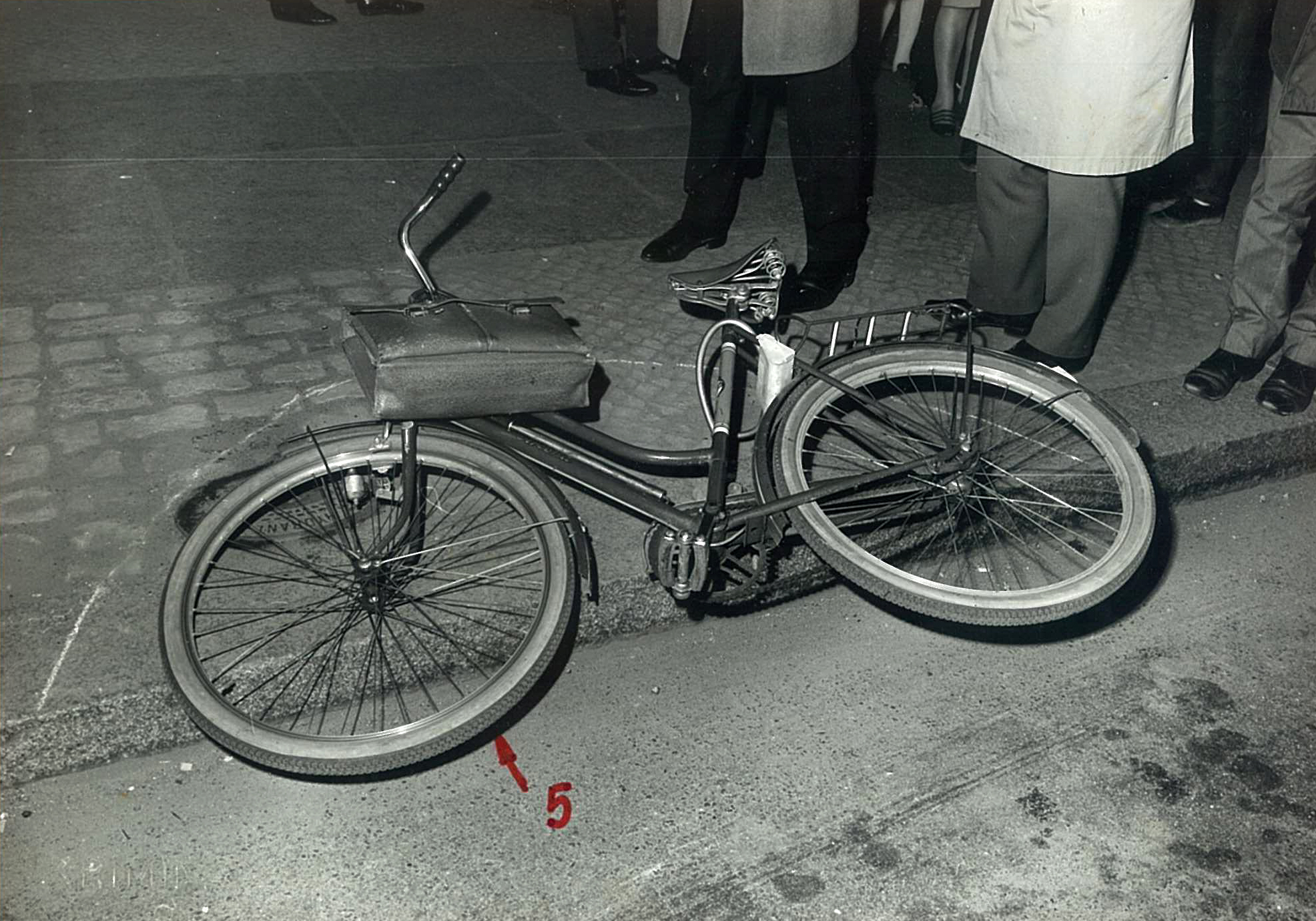
Fahrrad mit Dutschkes Aktentasche am Ort des Attentats

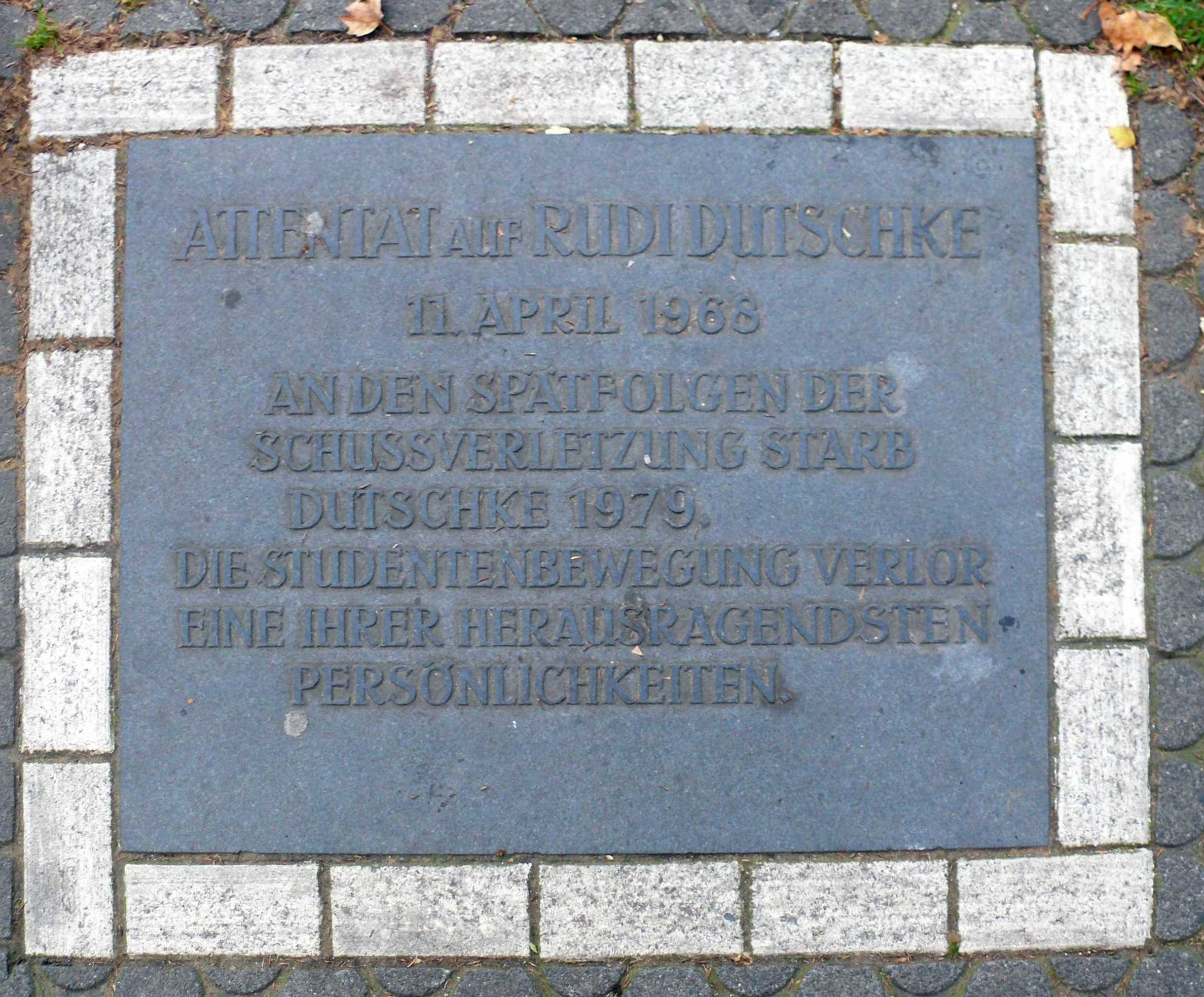
Gedenktafel für Rudi Dutschke am Tatort vor dem Haus Kurfürstendamm 141

Am 11. April 1968 schoss der junge Hilfsarbeiter Josef Bachmann mit dem Ruf „Du dreckiges Kommunistenschwein!“ vor dem SDS-Büro am Kurfürstendamm dreimal auf Dutschke. Er traf ihn zweimal in den Kopf, einmal in die linke Schulter. Dutschke erlitt lebensgefährliche Gehirnverletzungen und überlebte nur knapp nach einer mehrstündigen Operation im Klinikum Westend.
Bachmann hatte die Deutsche National-Zeitung bei sich, die unter der Schlagzeile Stoppt Dutschke jetzt! fünf Porträtfotos von Dutschke zeigte. Erst 2009 wurde bekannt, dass Bachmann entgegen früheren Berichten kein Einzeltäter war, sondern Kontakte zu einer aktenkundigen Neonazi-Gruppe gehabt und dies in seinen Verhören zugegeben hatte. 1968 machten viele Studenten die Springerpresse für das Attentat mitverantwortlich, da diese monatelang gegen Dutschke und die Demonstranten gehetzt hatte. Die Bildzeitung hatte Dutschke seit Dezember 1966 immer wieder als „Rädelsführer“ dargestellt und am 7. Februar 1968 neben seinem Foto unter dem Titel Stoppt den Terror der Jungroten jetzt verlangt, man dürfe „nicht die ganze Dreckarbeit der Polizei und ihren Wasserwerfern überlassen“. Bei den folgenden, teils gewaltsamen „Osterunruhen“ bewarfen einige das Berliner Springer-Verlagsgebäude mit Steinen und zündeten mit Brandsätzen, die der Spitzel des Berliner Verfassungsschutzes Peter Urbach verteilt hatte, Auslieferungsfahrzeuge der Bildzeitung an. Deren Auslieferung verhinderten sie nicht. In München kamen bei den Unruhen der Journalist Klaus Frings und der Student Rüdiger Schreck durch Steinwürfe ums Leben.
Dutschke eignete sich Sprache und Gedächtnis in monatelanger täglicher Sprachtherapie mühsam wieder an. Dabei half ihm der befreundete Psychologe Thomas Ehleiter. Der enorme Medienhype störte die Lernfortschritte, so dass Dutschke mit seiner Familie und Ehleiter die Bundesrepublik im Juni 1968 verließ. Zur Genesung hielt er sich zunächst in einem Sanatorium in der Schweiz, ab Juli 1968 auf dem Landgut des Komponisten Hans Werner Henze südlich von Rom in Italien auf. Dort besuchte ihn im August 1968 Ulrike Meinhof. Dutschke zeigte ihr sein neues Buch Briefe an Rudi D. und erlaubte ihr, Auszüge daraus in konkret zu veröffentlichen. Im Vorwort entlastete er Bachmann und gab westdeutschen Medien, vor allem „Springer- und NPD-Zeitungen“, die Hauptschuld an dem Attentat. Er nahm auch Anteil an den zunehmenden Konflikten im SDS.
Weil westdeutsche und italienische Medien Dutschkes Aufenthaltsort entdeckt hatten und ihn mit Interviewforderungen bedrängten, floh er ab September 1968 zunächst in Feltrinellis Landhaus bei Mailand. Kanada, die Niederlande und Belgien lehnten Dutschkes Visumsanträge ab. Mit Hilfe von Erich Fried und dem Labour-Abgeordneten Michael Foot erhielt er eine befristete, alle sechs Monate zu verlängernde Aufenthaltserlaubnis für Großbritannien. Dafür musste er auf alle politischen Aktivitäten verzichten. Trotz wiederholter epileptischer Anfälle, einer Folge des Attentats, lernte er Englisch, las Werke der Kritischen Theorie neu und erlangte die Zulassung zur Promotion. Die Idee, sich einer Psychoanalyse zu unterziehen, ließ er auf Rat seines Besuchers Herbert Marcuse fallen. Im Mai 1969 besuchte er erstmals wieder die Bundesrepublik und diskutierte zehn Tage lang mit Linken, darunter Ulrike Meinhof, über die Zukunft der APO. Er begrüßte, dass viele linke Gruppen ihren eigenen Weg gehen wollten, vermisste aber eine gemeinsame politische Zielrichtung und Strategie. Er wollte die Entwicklung mitbestimmen, musste aber seine gesundheitliche und sprachliche Schwäche berücksichtigen. Nach vorübergehender Ausweisung aus Großbritannien durfte er 1970 ein Studium an der University of Cambridge beginnen und erhielt auf dem Campus eine Familienwohnung. Die Umzugskosten trug Bundespräsident Gustav Heinemann. Nach dem Regierungswechsel 1970 hob der neue britische Innenminister Reginald Maudling die Aufenthaltserlaubnis jedoch auf und begrenzte Dutschkes rechtliche Einspruchsmöglichkeiten dagegen, indem er ihn als Gefahr für die „nationale Sicherheit“ einstufte. Dabei erfuhr Dutschke, dass er seit Jahren geheimdienstlich überwacht worden, seine frühen Aufsätze von 1968 und jeder Kontakt zu Linken gegen ihn vermerkt worden waren. Obwohl Heinrich Albertz, Gustav Heinemann und Helmut Gollwitzer beim Einwanderungsappellationstribunal für ihn eintraten, musste Familie Dutschke Großbritannien bis Ende Januar 1971 verlassen. Sie zog nach Dänemark, wo ihn die Universität Aarhus als Soziologiedozenten anstellte.
Bachmann wurde wegen versuchten Mordes zu sieben Jahren Zuchthaus verurteilt. Dutschke erklärte ihm in mehreren Briefen, er habe keinen persönlichen Groll gegen ihn, und versuchte, ihm ein sozialistisches Engagement nahezubringen. Bachmann beging jedoch am 24. Februar 1970 im Zuchthaus im sechsten Versuch Suizid. Dutschke bedauerte das und schrieb in sein Tagebuch: „Er repräsentierte die Beherrschung von unterdrückt gehaltenen Menschen […] der Kampf für die Befreiung hat gerade erst begonnen; leider kann Bachmann daran nun nicht mehr teilnehmen […]“.

### Spätzeit

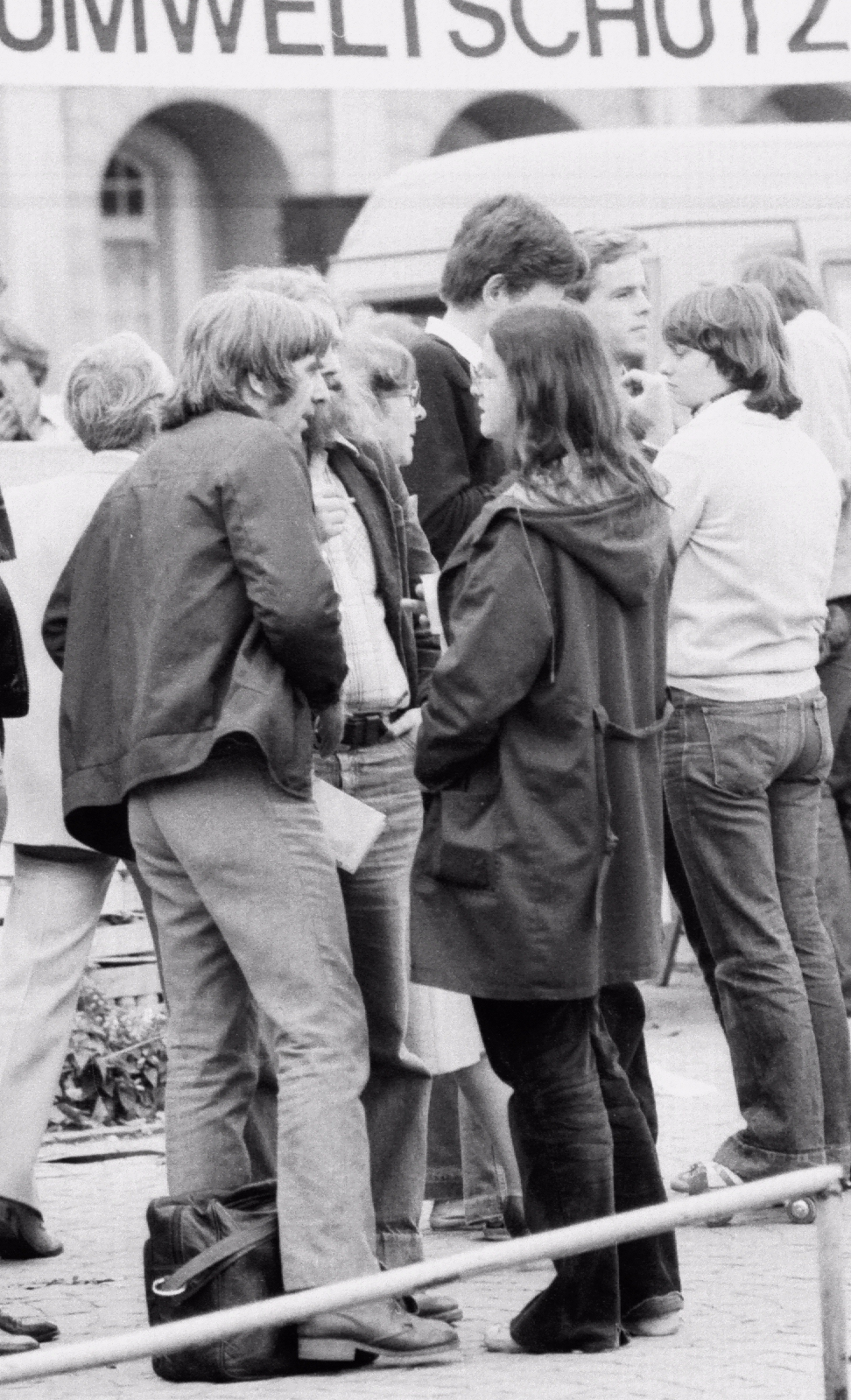
Rudi Dutschke (vorn links) auf der Anti-AKW-Demonstration am 14. Oktober 1979 in Bonn

Ab Mai 1972 bereiste Dutschke wieder die Bundesrepublik. Er suchte Gespräche mit Gewerkschaftern und Sozialdemokraten, darunter Gustav Heinemann, dessen Vision eines blockfreien, entmilitarisierten Gesamtdeutschlands er teilte. Im Juli 1972 besuchte er mehrmals Ost-Berlin und traf dort Wolf Biermann, mit dem er fortan befreundet blieb. Auch mit anderen SED-Dissidenten wie Robert Havemann und Rudolf Bahro nahm er später Kontakt auf. Am 14. Januar 1973 sprach er auf einer Demonstration gegen den Vietnamkrieg in Bonn erstmals nach dem Attentat wieder öffentlich.
Im selben Jahr kehrte er nach Berlin zurück, um seine unter dem Titel „Zur Differenz des asiatischen und europäischen Weges zum Sozialismus“ begonnene Dissertation abzuschließen, an der er seit 1971 schrieb. Die Arbeit wurde von den Soziologen Urs Jaeggi und Peter Furth betreut. Mitte 1973 wurde Dutschke zum Dr. phil. promoviert, das Buch erschien im August 1974 leicht überarbeitet als „Versuch, Lenin auf die Füße zu stellen“. 1975 gab die Deutsche Forschungsgemeinschaft (DFG) Dutschke ein Stipendium an der FU Berlin. Jedoch schloss er keins seiner verschiedenen Buchprojekte ab, sondern wandte sich wieder verstärkt der Politik zu.
Im Februar 1974 leitete er eine Podiumsdiskussion über Solschenizyn und die Linke, in der er für Menschenrechte in der Sowjetunion und im Ostblock eintrat. Seit 1976 war er Mitglied im Sozialistischen Büro, das beim Zerfall des SDS entstanden war. Dort engagierte er sich für den Aufbau einer Partei, die grün-alternative und linke Initiativen ohne die K-Gruppen vereinen sollte.

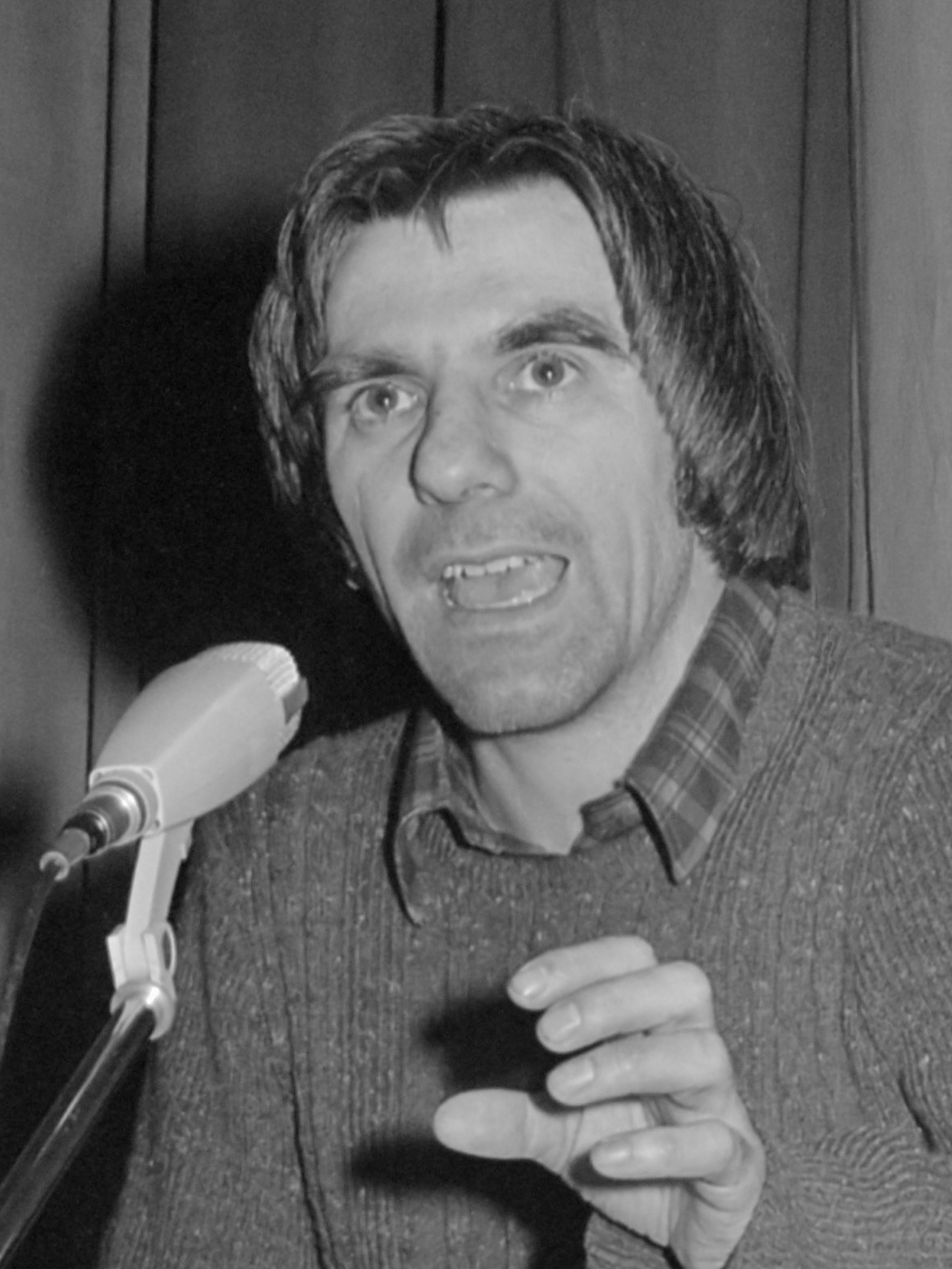
Rudi Dutschke (1976)

Ab Januar 1976 nahm Dutschke Kontakt zu Atomkraftgegnern auf, besuchte Walter Mossmann und nahm an Großdemonstrationen gegen Atomkraftwerke in Wyhl am Kaiserstuhl, Bonn und Brokdorf teil. 1977 wurde er freier Mitarbeiter verschiedener linksgerichteter Zeitungen und Gastdozent an der Reichsuniversität Groningen in den Niederlanden. Er unternahm Vortragsreisen über die Studentenbewegung und nahm am „Internationalen Russell-Tribunal“ gegen Berufsverbote teil. Er begann einen Briefwechsel mit dem Schriftsteller Peter-Paul Zahl, besuchte ihn am 24. Oktober 1977 in Haft und verabredete ein gemeinsames Buchprojekt mit ihm.
Nachdem Rudolf Bahro in der DDR zu acht Jahren Haft verurteilt worden war, organisierte und leitete Dutschke im November 1978 den Bahro-Solidaritätskongress in West-Berlin. 1979 trat er in die Bremer Grüne Liste ein und beteiligte sich an deren Wahlkampf. Nach ihrem Einzug in das Stadtparlament wurde er zum Delegierten für den für Mitte Januar 1980 geplanten Gründungskongress der Partei Die Grünen gewählt. Im Oktober 1979 nahm Dutschke als Vertreter der taz an einer Pressekonferenz von Bundeskanzler Helmut Schmidt und dem Staatsgast Hua Guofeng aus China teil und kritisierte Schmidts autoritäres Verhalten: „Herr Bundeskanzler, Sie sind hier bei der freien Presse, nicht bei der Bundeswehr, wo kommandiert wird, nicht in Peking, in Moskau oder in Ostberlin.“ Daraufhin verweigerte Regierungssprecher Klaus Bölling ihm das Fragerecht. Dutschke hatte fragen wollen, warum Schmidt gegenüber dem Staatsgast die Menschenrechte in China unerwähnt gelassen und damit missachtet habe.

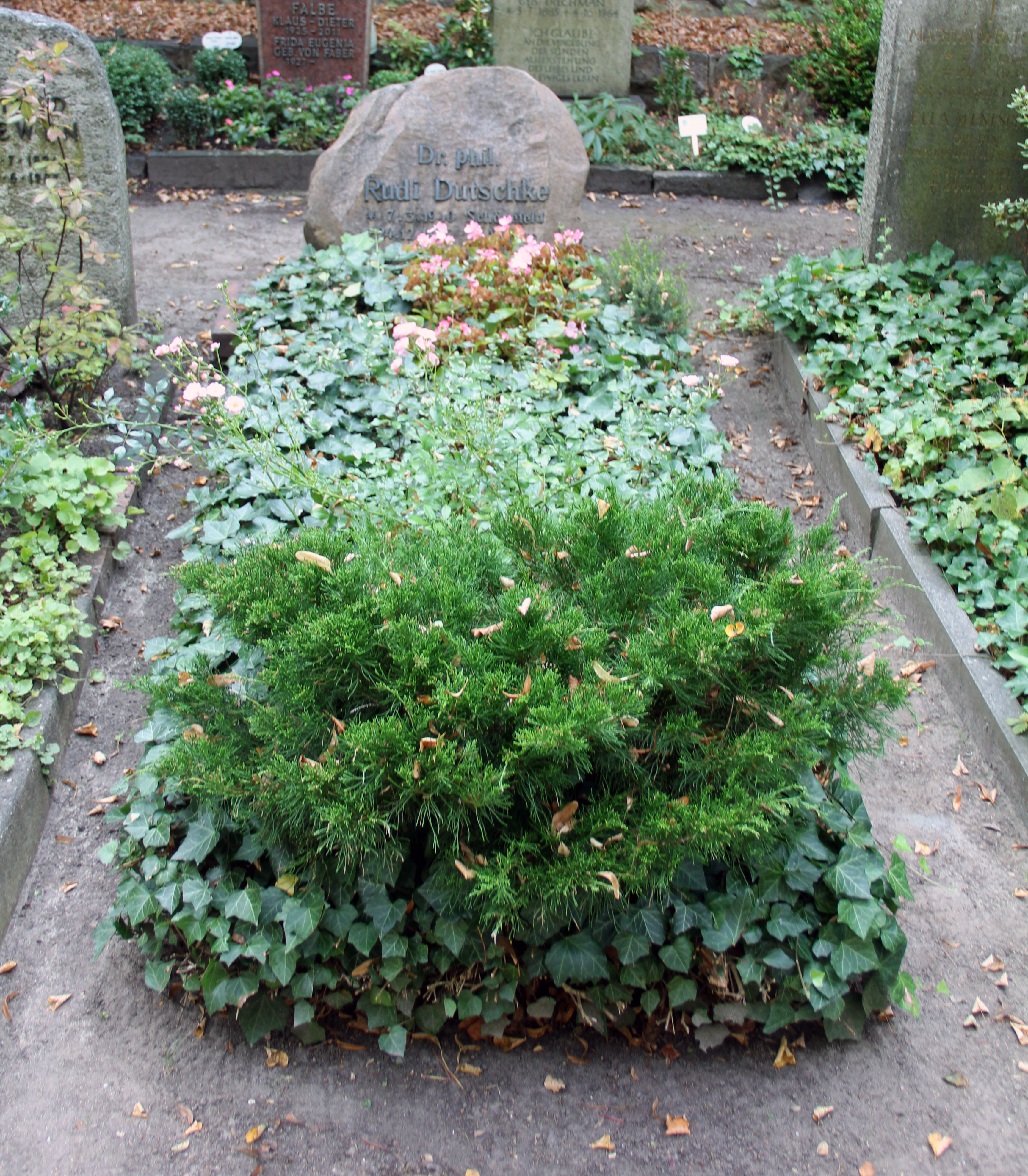
Grabstätte Dutschkes auf dem St.-Annen-Kirchhof in Berlin

Am 24. Dezember 1979 erlitt Dutschke einen epileptischen Anfall und ertrank in seiner Badewanne. Der Anfall war Spätfolge des Attentats und der Gehirnoperation danach. Andere Todesursachen wurden gerichtsmedizinisch ausgeschlossen. Am 3. Januar 1980 wurde er auf dem St.-Annen-Kirchhof in Berlin feierlich beigesetzt. Weil dort zunächst kein Grabplatz frei war, hatte der Theologe Martin Niemöller ihm seine Grabstelle überlassen. Helmut Gollwitzer – er wurde später ebenfalls dort beigesetzt – erinnerte die tausenden Trauergäste in seiner Ansprache an den Widerstand gegen den Nationalsozialismus, der Niemöller und Dutschke verbunden habe. Der Senat von Berlin widmete Dutschkes Grab (R-28-3) 1999 zum Ehrengrab des Landes Berlin. Die Widmung wurde 2021 wie bei Berliner Ehrengräbern üblich um zwanzig Jahre verlängert.
Dutschkes zweiter Sohn Rudi-Marek wurde im April 1980 in Dänemark geboren. Sein erster Sohn Hosea Ché war 1968, seine Tochter Polly Nicole 1969 geboren worden. Dutschke hat sieben Enkelkinder.

## Denken

### Grundposition
Dutschke vertrat seit 1956 einen herrschaftskritischen demokratischen Sozialismus und berief sich dazu seit 1962 oft auf Rosa Luxemburgs Schrift Die Russische Revolution (1918). Durch die Lektüre der Frühschriften von Karl Marx und Georg Lukács (1962/63) wurde er ein überzeugter Marxist und distanzierte sich fortan vom Existentialismus. Er hielt die Marxsche Analyse des Kapitalismus im 19. Jahrhundert für große Teile Europas, Lateinamerikas und Asiens für weiterhin zutreffend, nicht aber die Marxsche Prognose eines wachsenden proletarischen Klassenbewusstseins. Dieses fehle in den Ländern mit höherem Lebensstandard und entwickle sich nicht von selbst.
Er bejahte einen kritischen historischen Materialismus, lehnte aber jeden Determinismus der historischen Entwicklung ab. Unabhängig von deren objektiven Tendenzen müsse der kritische Materialist immer auf der Seite eines revolutionären, die konkreten Menschen befreienden Widerstands stehen. Demzufolge suchte er ständig Anschluss an vergessene herrschaftskritische Traditionen der Arbeiterbewegung und anderer Widerstandsbewegungen. Er lehnte den Reformismus, den Stalinismus und den Marxismus-Leninismus als „Legitimationsmarxismus“ ab, der bestehende Unterdrückungszustände als unveränderbar rechtfertige. Diese Kritik vertrat er auch gegenüber damaligen Reformkommunisten wie Georg Lukács, Wolf Biermann und Robert Havemann.
Dabei blieb er seinen christlichen Anfängen treu. Am 14. April 1963 (Ostern) in seinem Tagebuch bezeichnete er die Auferstehung Jesu Christi als „entscheidende Revolution der Weltgeschichte“ durch „die alles überwindende Liebe“. Am 27. März 1964 (Karfreitag) schrieb er über „der Welt größten Revolutionär“: „Jesus Christus zeigt allen Menschen einen Weg zum Selbst. Diese Gewinnung der inneren Freiheit ist für mich allerdings nicht zu trennen von der Gewinnung eines Höchstmaßes an äußerer Freiheit, die gleichermaßen und vielleicht noch mehr erkämpft sein will.“ Er könne Jesu Aussage 'Mein Reich ist nicht von dieser Welt' (Joh 18,36 ) nur als Aussage über die noch zu schaffende, diesseitige neue Wirklichkeit verstehen, „eine Hic-et-Nunc-Aufgabe der Menschheit“. 1978 betonte er rückblickend: „Christentum habe ich insofern bis zu meinem Abhauen aus der DDR nie als Staatskirche, nie als Herrschafts-Opium kennengelernt. Es ging immer darum, die Liebe und Hoffnung auf bessere Zeiten nicht untergehen zu lassen.“ Im selben Jahr bekannte er sich bei einem Treffen mit Martin Niemöller als „Sozialist, der in der christlichen Tradition steht“, und auf diese Tradition sei er stolz. Das Christentum sehe er „als spezifischen Ausdruck der Hoffnungen und Träume der Menschheit“.
Beim Ohnesorg-Kongress am 9. Juni 1967 erklärte Dutschke die „Abschaffung von Hunger, Krieg und Herrschaft“ durch eine „Weltrevolution“ zum politischen Ziel, das durch die Entwicklung der Produktivkräfte gegenwärtig „materiell möglich geworden“ sei. Deshalb grenzte er sich von jedem aktionsfeindlichen, nur analytisch-theoretischen Marxismusverständnis ab. Als Triebfeder seines politischen Handelns nannte er im Dezember 1967, „dass die Menschen als Brüder wirklich miteinander leben“. Als entscheidende Komponenten dieses Zusammenlebens galten ihm „Selbstätigkeit, Selbstorganisation, Entfaltung der Initiative und der Bewusstheit des Menschen und kein Führerprinzip“. Seine Grundposition wird darum als „antiautoritärer Sozialismus“ oder als „libertärer Kommunismus“ bezeichnet.

### Ökonomische Analyse
Dutschke versuchte, die Marxsche Kritik der politischen Ökonomie auf die Gegenwart anzuwenden und weiterzuentwickeln. Er sah das Wirtschafts- und Sozialsystem der Bundesrepublik als Teil eines weltweiten komplexen Kapitalismus, der alle Lebensbereiche durchdringe und die lohnabhängige Bevölkerung unterdrücke. Die soziale Marktwirtschaft beteilige das Proletariat zwar am relativen Wohlstand der fortgeschrittenen Industrieländer, binde es dadurch aber in den Kapitalismus ein und täusche es über die tatsächlichen Machtverhältnisse hinweg.
In der Bundesrepublik erwartete Dutschke nach dem Wirtschaftswunder eine Periode der Stagnation: Die Subventionierung unproduktiver Sektoren wie Landwirtschaft und Bergbau werde künftig nicht mehr finanzierbar sein. Der dadurch absehbare massive Abbau von Arbeitsplätzen im Spätkapitalismus werde eine Strukturkrise erzeugen, die den Staat zu immer tieferen Eingriffen in die Wirtschaft veranlassen und in einen „integralen Etatismus“ münden werde. Dieser Zustand sei nur mit Gewalt gegen die aufbegehrenden Opfer der Strukturkrise zu stabilisieren. Den Begriff Etatismus für einen Staat, der die Wirtschaft lenkt, aber das Privateigentum formal beibehält, übernahm er aus einer Analyse Max Horkheimers von 1939.
Wie der ganze SDS bejahte Dutschke den technischen Fortschritt, besonders die Kernenergie, als Prozess der Verwissenschaftlichung, die eine „Revolution der Produktivkräfte“ und damit eine grundlegende Gesellschaftsveränderung ermögliche. Die Automatisierung der Produktion werde Arbeitsteilung und Spezialisierung verringern, die Arbeitszeit verkürzen und so den Industriearbeitern immer mehr Selbstentfaltung und umfassendes Lernen in einer Rätedemokratie erlauben.
Für den nötigen Umsturz fehle der Bundesrepublik jedoch ein „revolutionäres Subjekt“. Im Anschluss an Herbert Marcuse (Der eindimensionale Mensch) führten Dutschke und Krahl im Organisationsreferat 1967 aus: Ein „gigantisches System von Manipulation“ entschärfe die sozialen und politischen Widersprüche und mache die Massen unfähig, sich von sich aus zu empören. Die deutschen Proletarier lebten im Monopolkapitalismus so verblendet, dass „die Selbstorganisation ihrer Interessen, Bedürfnisse, Wünsche geschichtlich unmöglich geworden ist“.
Wie viele seiner Mitstreiter im SDS betrachtete Dutschke den Vietnamkrieg der USA, die Notstandsgesetze in der Bundesrepublik und die stalinistischen Bürokratien im Ostblock als „Glieder der weltweiten Kette der autoritären Herrschaft über die entmündigten Völker“ (so im konkret-Interview vom Juni 1967). Jedoch seien die Bedingungen für die Überwindung des weltweiten Kapitalismus in den reichen Industriestaaten und der „Dritten Welt“ verschieden. Anders als Marx es erwartet habe, werde die Revolution von den verarmten und unterdrückten Völkern der „Peripherie“ des Weltmarkts ausgehen, nicht vom hochindustrialisierten Mitteleuropa. Dort hindere der relative Wohlstand und der Sozialstaat das Proletariat daran, ein revolutionäres Bewusstsein zu entwickeln. Voraussetzung dafür aber sei, dass die Länder der Dritten Welt zu Lieferanten billiger Rohstoffe und Abnehmern teurer Fertigwaren degradiert würden. Daher hoffte Dutschke auf revolutionäre Bewegungen in Lateinamerika und Afrika, die auch im reichen Westen zu Änderungen führen würden. Diesen Zusammenhang betonte etwa das Plakat der Anschlag-Gruppe vom Februar 1966. Unter der Überschrift „Amis raus aus Vietnam! Internationale Befreiungsfront“ hieß es dort: „Kuba, Kongo, Vietnam – die Antwort der Kapitalisten ist Krieg. Mit Waffengewalt wird die alte Herrschaft aufrechterhalten. Mit Kriegswirtschaft wird die Konjunktur gesichert“.

### Verhältnis zum Parlamentarismus
Dutschke vertrat seit seiner Schulzeit in der DDR einen ethisch-moralischen Antifaschismus. In seinem Abituraufsatz von 1961 über Grundgesetzartikel 21 schrieb er, die Alliierten und die bundesdeutschen Parteien hätten die historische Chance vergeben, „die Deutschen zum demokratischen Bewusstsein zu erziehen“. Die meisten NS-Verbrecher und ihre Mitläufer seien rasch von der notwendigen tiefgreifenden Abkehr vom Faschismus befreit und in ihrer Schlussstrich-Mentalität bestätigt worden. Die wirkliche Demokratisierung Deutschlands stehe noch aus. Nur individuelle politische Verantwortung und Selbsterziehung könne wirkliche Freiheit realisieren.
In den 1960er Jahren lehnte er die repräsentative Demokratie ab, weil er den Bundestag nicht als funktionsfähige Volksvertretung ansah. 1967 erläuterte er dies: „Ich halte das bestehende parlamentarische System für unbrauchbar. Das heißt, wir haben in unserem Parlament keine Repräsentanten, die die Interessen unserer Bevölkerung – die wirklichen Interessen unserer Bevölkerung – ausdrücken. Sie können jetzt fragen: Welche wirklichen Interessen? Aber da sind Ansprüche da. Sogar im Parlament. Wiedervereinigungsanspruch, Sicherung der Arbeitsplätze, Sicherung der Staatsfinanzen, in Ordnung zu bringende Ökonomie, all das sind Ansprüche, die muss aber das Parlament verwirklichen. Aber das kann es nur verwirklichen, wenn es einen kritischen Dialog herstellt mit der Bevölkerung. Nun gibt es aber eine totale Trennung zwischen den Repräsentanten im Parlament und dem in Unmündigkeit gehaltenen Volk.“
Der Parlamentarismus war für Dutschke Ausdruck einer „repressiven Toleranz“ (Herbert Marcuse), die die Ausbeutung der Arbeiter verschleiere und die Privilegien der Besitzenden schütze. Diese Strukturen sah er als nicht reformierbar an; sie müssten vielmehr in einem langwierigen, international differenzierten Revolutionsprozess umgewälzt werden, den er als „Marsch durch die Institutionen“ bezeichnete. Um die Entfremdung zwischen Regierenden und Regierten zu überwinden, entwarf er das Modell einer „Räterepublik in Westberlin“ und stellte es in einem „Gespräch über die Zukunft“ im Oktober 1967 im Kursbuch vor. Wie in der Pariser Kommune sollten sich auf der Basis selbstverwalteter Betriebe Kollektive von höchstens dreitausend Menschen bilden, um ihre Angelegenheiten im herrschaftsfreien Diskurs, mit Rotationsprinzip und imperativem Mandat ganzheitlich selbst zu regeln. Polizei, Justiz und Gefängnisse, so hoffte Semler, würden dann überflüssig werden. Auch werde man nur fünf Stunden täglich arbeiten müssen. Die Räterepublik sollte nach einer Übernahme der politischen Macht in ganz Berlin errichtet, die Mauer beseitigt, dafür „Lebenszentren“ und „Räteschulen“ eingerichtet werden, die einen Lernprozess durch alle Produktionsbereiche in Gang setzen sollten. Schule, Universität und Fabrik sollten als „Assoziation freier Individuen“ (Karl Marx) zu einer einzigen produktiven Einheit verschmelzen. Später kommentierte Dutschke diesen Plan mit den Worten „Was für eine Illusion!“, ließ aber offen, ob er ihn prinzipiell oder unter den damaligen Umständen für nicht realisierbar hielt. Einige Aspekte seines Plans fand er durch spätere Bürgerinitiativen und Neue Soziale Bewegungen realisiert.
Der Faschismus wirkte für Dutschke auch in seiner Gegenwart fort. In seiner Rede vor dem Vietnamkongress vom 18. Februar 1968 sagte er: „Der heutige Faschismus ist nicht mehr manifestiert in einer Partei oder in einer Person, er liegt in der tagtäglichen Ausbildung der Menschen zu autoritären Persönlichkeiten, er liegt in der Erziehung, kurz in der entstehenden Totalität der Institutionen und des Staatsapparats.“ Aus Erich Fromms und Adornos Studien zur autoritären Persönlichkeit folgerte er: „Diese Persönlichkeitsgrundlage des Faschismus wurde auch durch die äußerliche Niederlage des Faschismus in Deutschland nicht überwunden, konnte vielmehr im wesentlichen ungebrochen in Antikommunismus transformiert werden.“ Sein Aktionskonzept zielte daher entscheidend darauf, „die autoritäre Struktur des bürgerlichen Charakters in uns selbst zu zerstören, Momente der Ich-Stärke, der Überzeugung aufzubauen, das System als Ganzes in Zukunft doch stürzen zu können.“ Politik ohne diese Selbstveränderung sei „Manipulation von Eliten“. 1974 sah Dutschke rückblickend die früheren APO-Aktionen als wirksam an und meinte, nach dem Vietnam-Kongress sei „der Höhepunkt der faschistoiden Tendenz bald beseitigt“ gewesen.
Vor wie nach dem Attentat grenzte sich Dutschke von fast allen bestehenden Parteien ab und suchte ständig nach neuen, unmittelbar wirksamen Aktionsformen. Bei einigen italienischen Eurokommunisten fand er Geistesverwandte und erwog schon früh die Gründung einer neuen Linkspartei. Doch seine Skepsis gegen eine verselbständigte „revisionistische“ Partei-Elite überwog. Seit 1976 engagierte Dutschke sich für den Aufbau einer ökosozialistischen Partei, die die neuen außerparlamentarischen Bewegungen bündeln und parlamentarisch wirksam werden lassen sollte. Ab 1978 setzte er sich mit anderen für eine grünalternative Liste ein, die an den kommenden Europawahlen teilnehmen sollte. Im Juni 1979 gewann Joseph Beuys ihn für gemeinsame Wahlkampfauftritte. Mit seinem Eintritt in die Bremer Grüne Liste, die als erster grüner Landesverband die Fünf-Prozent-Hürde übersprang, hatte er sich schließlich dem Parlamentarismus zugewandt. Auf dem Programmkongress der Grünen in Offenbach am Main trat er in Verbindung mit der „Deutschen Frage“ für das Selbstbestimmungsrecht der Nationen und damit für ein Widerstandsrecht gegen die Militärblöcke in West wie Ost ein. Dieses Thema warf sonst niemand auf, da es der Mehrheitsposition einer strikten Gewaltlosigkeit und eines strengen Pazifismus widersprach.

### Verhältnis zum Realsozialismus
Für Dutschke waren Demokratie und Sozialismus seit seiner Jugendzeit untrennbar. Deshalb solidarisierte er sich mit dem Aufstand vom 17. Juni 1953 und dem Ungarischen Volksaufstand 1956. Seitdem grenzte er sich bewusst gegen den sowjetischen Marxismus-Leninismus ab und betonte in einem seiner ersten Anschlag-Artikel: „Es gibt noch keinen Sozialismus auf der Erde“, dieser müsse erst im Weltmaßstab gesellschaftlich verwirklicht werden.
Wie Rosa Luxemburg kritisierte er Lenins Diskussions- und Fraktionsverbote innerhalb der Bolschewiki und wollte mit der Verfügung der Arbeiter über die Produktionsmittel die Bürgerrechte bewahren: „Rosa Luxemburg bestand auf der Erbschaft der bürgerlichen Revolution, um proletarische Demokratie ermöglichen zu können.“ Die Kommunistische Internationale vertrat für ihn einen doktrinären „Legitimationsmarxismus“, den jeder kritische Marxist als Ausdruck alter und neuer Klassenverhältnisse kritisieren müsse. Darum fragte er beim Moskaubesuch des SDS im Sommer 1965 nach dem Kronstädter Matrosenaufstand 1921. Dessen gewaltsame Niederschlagung sah er als Abkehr Lenins vom echten Marxismus zu einer neuen „bürokratischen“ Herrschaftsform an.
Im SDS setzte er sich seit 1965 intensiv mit DDR-Anhängern und „Traditionalisten“ und ihrem an Lenins Konzept einer Kaderpartei angelehnten Revolutionsverständnis auseinander. Ein Spitzel im SDS meldete daraufhin dem Ost-Berliner Ministerium für Staatssicherheit, Dutschke vertrete „eine völlig anarchistische Position“. Der IM Dietrich Staritz meldete im Dezember 1966: „Dutschke spricht ausschließlich vom Scheißsozialismus in der DDR.“
Nach anfänglichem Interesse an der chinesischen Kulturrevolution, von der er sich eine Entbürokratisierung und Überwindung der „Asiatischen Produktionsweise“ erhoffte, übernahm Dutschke ab Dezember 1966 Ernest Mandels Kritik: „‘Echte Selbsttätigkeit der Massen ist bei Mao nicht gestattet’ – eine verdammt kritische Bemerkung.“ Seit dem 17. Juni 1967 forderte er bei einer Diskussion im Republikanischen Club Westberlin im Ostblock eine „zweite Revolution“ zu einem Sozialismus sich frei vergesellschaftender Individuen. Die „dritte Front“ im internationalen Befreiungskampf blieben für ihn der Vietcong in Vietnam und die an Che Guevara angelehnten Befreiungsbewegungen Lateinamerikas.
Den von der Bevölkerung getragenen reformkommunistischen Kurs Alexander Dubčeks im Prager Frühling begrüßte er vorbehaltlos. Bei seinem Pragbesuch verlangte er am 4. April 1968 trotz Redeverbots eine „internationale Opposition […] gegen alle Formen autoritärer Strukturen“ und fuhr fort: „Ich denke, daß es in der Tschechoslowakei eine große Aufgabe gibt: neue Wege zu finden, um Sozialismus, wirkliche individuelle Freiheit und Demokratie miteinander zu verbinden, nicht im bürgerlichen Sinn, sondern in einem wirklichen sozialrevolutionären Sinn. Wir wollen die bürgerliche Demokratie nicht abschaffen, aber wir wollen sie sehr ernsthaft mit einem neuen Inhalt füllen.“ Dies konkretisierte er am Folgetag bei einer Vorlesung in der Karls-Universität als „Produzentendemokratie der Betroffenen in allen Lebensbereichen“.
Nach dem Einmarsch von Warschauer-Pakt-Truppen in die Tschechoslowakei im August 1968 übte Dutschke Selbstkritik an der bisherigen Zusammenarbeit des SDS mit der FDJ gegen den Vietnamkrieg: „Sind wir gar einem riesigen Fremd- und Eigenbetrug anheimgefallen? […] Warum geht eine SU (ohne Sowjets), die sozialrevolutionäre Bewegungen in der Dritten Welt unterstützt, imperialistisch gegen ein Volk vor, welches selbständig unter Führung der kommunistischen Partei die demokratisch-sozialistische Initiative ergriff? […] Ohne Klarheit an dieser Ecke ist ein sozialistischer Standpunkt der konkreten Wahrheit, Glaubwürdigkeit und Echtheit unmöglich, werden gerade die Unterdrückten, Ausgebeuteten und Beleidigten in der BRD und der DDR im besonderen nicht bereit sein, über Lohnkämpfe hinaus in den politischen Klassenkampf einzusteigen.“
In seiner Dissertation (erschienen 1974) erklärte er die Ursachen der sowjetisch-chinesischen Fehlentwicklung im Gefolge Karl August Wittfogels mit der marxistischen Gesellschaftsanalyse. Die Voraussetzungen für eine sozialistische Revolution hätten in Russland nie bestanden: Dort habe keine feudalistische und kapitalistische, sondern eine „asiatische“ Produktionsweise vorgeherrscht. Daraus habe sich unvermeidlich eine „asiatische Despotie“ entwickelt, die in ungebrochener Kontinuität von Dschingis Khan bis zu Josef Stalins Zwangskollektivierung und Zwangsindustrialisierung bestanden habe. Während Lenin 1905 noch für die Entfaltung des Kapitalismus in Russland plädiert habe, damit dort eine echte Arbeiterklasse heranwachsen könne, sei schon die „Machtergreifung der Bolschewiki“ beim „Oktoberputsch“ 1917 als Rückfall in die „allgemeine Staatssklaverei“ anzusehen. Die Erziehungsdiktatur der Bolschewiki sei dann zwangsläufig gefolgt, um der rückständigen Bevölkerung den Sozialismus nahezubringen. Die Entwicklung von Lenins Parteien- und Fraktionsverbot über diese Erziehungsdiktatur zu Stalin sei folgerichtig gewesen. Stalins brutale Zwangsindustrialisierung, um die Produktivität zu steigern, habe die Abhängigkeit der Sowjetunion vom kapitalistischen Weltmarkt nie beseitigen können, sondern nur einen neuen Imperialismus hervorgebracht. Daher stellten militärische Unterstützung von Befreiungsbewegungen in der Dritten Welt und Unterdrückung von selbstbestimmten Sozialismusversuchen im Ostblock eine logische Einheit dar. Für die westliche Linke könne die Sowjetunion kein Modell sein, da sie Ergebnis völlig anderer sozialökonomischer Voraussetzungen sei. Der Stalinismus sei manifester „Anti-Kommunismus“, der eine „Monopolbürokratie“ geschaffen habe, die nicht minder aggressiv sei als die „Monopolbourgeoisie“, die Stalin für den deutschen Faschismus verantwortlich machte. Somit sei es kein Zufall, dass seine Gulags und Konzentrationslager nach 1945 aufrechterhalten worden seien. Diesen systembedingten, nicht als „Entartung“ der Politik Lenins zu begreifenden Charakter der Sowjetunion hätten auch Leo Trotzki, Nikolai Iwanowitsch Bucharin, Karl Korsch, Rudolf Bahro, Jürgen Habermas und andere marxistische Kritiker und Analytiker nicht voll erkannt. Der isolierte „Sozialismus in einem Land“ sei eine „antidynamische Sackgassenformation“, die sich nur noch durch Kredite und Importe aus dem Westen am Leben erhalten könne. Alle ihre scheinbaren inneren Reformanläufe seit Nikita Sergejewitsch Chruschtschow und dem XX. Parteitag der KPdSU von 1956 seien nur Mittel zum Überleben der ZK-Bürokratie gewesen: „Von pseudo-linker, gutgemeinter moralisch-romantischer Position kann man es gutheißen, Produktionsweisen zu ‘überspringen’, mit einem sozialistischen Standpunkt hatte (und hat) die Moskauer Position desgleichen wie die Pekinger nie etwas zu tun.“
Wegen dieser eindeutigen Haltung galt Dutschke für die DDR-Staatssicherheit bis 1990 als Autor jenes „Manifests des Bundes Demokratischer Kommunisten“, das die Zeitschrift Der Spiegel im Januar 1978 veröffentlichte. Es forderte wie seine Dissertation den Übergang von der asiatischen Produktionsweise des bürokratischen „Staatskapitalismus“ zur sozialistischen Volkswirtschaft, von der Einparteiendiktatur zu Parteienpluralismus und Gewaltenteilung. Erst 1996 stellte sich Hermann von Berg als Autor heraus.
Die 1968 gegründete DKP, ihr Vertreter Robert Steigerwald und ihre Zeitschrift Unsere Zeit rezensierten Dutschkes Dissertation, sein Solschenizyn-Buch und weitere seiner Texte zur Sowjetunion und DDR stets negativ, bezeichneten ihn als „Antikommunisten“ und als „nützlichen Idioten in der ideologischen Strategie der Großbourgeoisie“. Dutschke wiederum schloss seit dem sowjetischen Einmarsch in die Tschechoslowakei (21. August 1968) jede Zusammenarbeit des SDS mit der DKP, der SED und ihrem Ableger SEW aus. Er betrachtete die DKP-Gründung als Versuch, die antiautoritäre Linke erneut in das reformistische Lager zu integrieren, weil sie zu gefährlich für das System geworden sei. Von den ab 1968 entstehenden K-Gruppen, die sich kritiklos an die Volksrepublik China oder Albanien anlehnten, distanzierte er sich ebenfalls. Seit seiner Mitarbeit in der Umwelt- und Anti-Atomkraft-Bewegung (ab 1978) setzte er sich für deren scharfe Abgrenzung von den K-Gruppen ein. Gleichzeitig verlangte er einen Klärungsprozess zum Verhältnis von Ökologie und Ökonomie, Demokratie und Sozialismus.

### Antiimperialistische Gewalt und antiautoritäre Provokation
Im militärischen Guerillakampf des Vietcong sah Dutschke den Beginn einer weltweiten revolutionären Entwicklung, die auf andere Dritte-Welt-Länder übergreifen könne. Im Vorwort zu seiner Übersetzung von Che Guevaras Schrift Schaffen wir zwei, drei, viele Vietnams bejahte er militärische Gegengewalt seitens des Vietcong: „Dieser revolutionäre Krieg ist furchtbar, aber furchtbarer würden die Leiden der Völker sein, wenn nicht durch den bewaffneten Kampf der Krieg überhaupt von den Menschen abgeschafft wird.“ Er teilte hier die antiimperialistische Theorie von Frantz Fanon im Anschluss an Lenin, wonach der von „revolutionärem Hass“ geleitete Befreiungskampf der Völker zuerst die „schwächsten Glieder“ in der Kette des Imperialismus zerreißen werde und dies unterstützt werden müsse. Er unterschied also „befreiende“ von „unterdrückender“ Gewalt, rechtfertigte erstere im Kontext nationaler Befreiungskämpfe in der Dritten Welt und betonte: „Die volle Identifikation mit der Notwendigkeit des revolutionären Terrorismus und des revolutionären Kampfes in der Dritten Welt ist unerläßliche Bedingung für […] die Entwicklung der Formen des Widerstands bei uns.“
Aus Che Guevaras Buch Der Partisanenkrieg entnahm Dutschke 1966 die Annahme, eine Revolution hänge nicht unbedingt von einer Wirtschaftskrise und einem klassenbewussten Proletariat ab, sondern die subjektive Tätigkeit könne die „objektiven Bedingungen für die Revolution“ auch erst herstellen. Für die Bundesrepublik lehnte Dutschke gewaltsamen Guerillakampf nicht prinzipiell, aber in der gegebenen Situation ab.
Sein Aktionskonzept war seit 1965 auf „subversive“, „antiautoritäre“ und auch illegale Regelverletzung ausgerichtet, um Unterdrückung und Systemkritik in der Öffentlichkeit überhaupt erfahrbar und wahrnehmbar werden zu lassen: „Es galt, durch systematische, kontrollierte und limitierte Konfrontation mit der Staatsgewalt und dem Imperialismus in Westberlin die repräsentative 'Demokratie' zu zwingen, offen ihren Klassencharakter, ihren Herrschaftscharakter zu zeigen, sie zu zwingen, sich als 'Diktatur der Gewalt’ zu entlarven“. „Die etablierten Spielregeln dieser unvernünftigen Demokratie können nicht unsere Spielregeln sein.“ „Genehmigte Demonstrationen müssen in die Illegalität überführt werden. Die Konfrontation mit der Staatsgewalt ist zu suchen und unbedingt erforderlich.“ Die Regelverstöße des antiautoritären Protests sollten die Gewalt, auf der die bürgerliche Gesellschaft Dutschkes Ansicht nach beruhte, aufdecken, entlarven, sinnlich erlebbar machen und so breitenwirksam darüber aufklären.
Benno Ohnesorgs Erschießung und die Reaktion des Staates auf die Proteste machten Dutschkes Aktionskonzept plausibel. Er wollte die zugespitzte Lage nutzen, um eine erfolgreiche Revolution herbeizuführen, deren objektive Bedingungen seines Erachtens vorlagen: „Alles hängt vom bewußten Willen der Menschen ab, ihre schon immer von ihnen gemachte Geschichte endlich bewußt zu machen, sie zu kontrollieren, sie sich zu unterwerfen.“ Jürgen Habermas dagegen kritisierte, die der Gesellschaft inhärente „sublime Gewalt in manifeste Gewalt umzuwandeln“, sei regelrecht Masochismus und bedeute letztlich „Unterwerfung unter eben diese Gewalt.“ Die Revolution nur von der Entschlossenheit der Revolutionäre abhängig zu machen, statt wie Marx auf die Eigenentwicklung der Produktionsverhältnisse zu setzen, sei eine „voluntaristische Ideologie“, die er „linken Faschismus“ nenne. Dutschkes Vorhaben werde faschistische Tendenzen in Staat und Volk wecken, statt sie zu verringern. Dieser glaubte dagegen, „dass allein sorgfältige Aktionen Tote, sowohl für die Gegenwart als auch noch mehr für die Zukunft ‘vermeiden’ können. Organisierte Gegengewalt unsererseits ist der größte Schutz, nicht ‘organisierte Abwiegelei’ a la H[abermas].“
Im Juli 1967 nannte er in einem Interview Beispiele für die geforderte „direkte Aktion“: Unterstützen streikender Arbeiter durch Solidaritätsstreiks und Information über ihre objektive Rolle etwa in Rüstungsbetrieben, die die US-Armee belieferten, Verhindern der Auslieferung von Springerzeitungen, verbunden mit einer Enteignungskampagne, Gründen einer Gegen-Universität zur umfassenden Aufklärung der Bevölkerung: über Konflikte in der Dritten Welt und ihren Zusammenhang mit innerdeutschen Problemen ebenso wie über Rechtsfragen, Medizin, Sexualität usw. Das Werfen von Eiern, Tomaten und Steinen hielt er nicht für wirksamen Protest, lehnte es aber im Anschluss an Mario Savio (Studentenführer in Berkeley) auch nicht ab.
In ihrem „Organisationsreferat“ (5. September 1967) erklärten Dutschke und Krahl: Nur revolutionäre Bewusstseinsgruppen könnten die passiv leidenden Massen noch aufklären und „durch sichtbar irreguläre Aktionen die abstrakte Gewalt des Systems zur sinnlichen Gewissheit“ werden lassen. Sie bezogen sich auf die Fokustheorie Che Guevaras: „Die ‚Propaganda der Schüsse‘ (Che Guevara) in der ‚Dritten Welt‘ muß durch die ‚Propaganda der Tat‘ in den Metropolen vervollständigt werden, welche eine Urbanisierung ruraler Guerilla-Tätigkeit geschichtlich möglich macht. Der städtische Guerillero ist der Organisator schlechthinniger Irregularität als Destruktion des Systems der repressiven Institutionen.“
1968 nannte Dutschke weitere Aktionsziele: „Die Durchbrechung der Spielregeln der herrschenden kapitalistischen Ordnung führt nur dann zur manifesten Entlarvung des Systems als ‚Diktatur der Gewalt‘, wenn wir zentrale Nervenpunkte des Systems in mannigfaltiger Form (von gewaltlosen offenen Demonstrationen bis zu konspirativen Aktionsformen) angreifen (Parlament, Steuerämter, Gerichtsgebäude, Manipulationszentren wie Springer-Hochhaus oder SFB, Amerika-Haus, Botschaften der unterdrückten Nationen, Armeezentren, Polizeistationen u. a. m.).“
Dutschke unterschied Gewalt gegen Sachen und Gewalt gegen Personen; letztere lehnte er zwar nicht prinzipiell, aber für die bundesdeutsche Situation ab. Auch an Gewalt gegen Sachen beteiligte er sich nicht aktiv, obwohl er Sprengstoffanschläge auf einen Sendemast des Soldatensenders American Forces Network oder ein Schiff mit Versorgungsgütern für die US-Armee in Vietnam mit vorbereitete. Beide Anschläge blieben unausgeführt. Er betonte weiterhin: „Wir haben eine prinzipielle Differenz in der Anwendung der Methoden in der Dritten Welt und in den Metropolen.“
Doch er hielt auch in Deutschland eine Situation für möglich, die bewaffnete Gegengewalt erfordere, etwa bei einer Beteiligung der Bundeswehr an NATO-Einsätzen gegen Dritte-Welt-Revolutionen. Dabei wies er schon im Vorwort zu seiner Che-Guevara-Übersetzung auf die Gefahr hin: Das Problem revolutionärer Gewalt sei „der Umschlag von revolutionärer Gewalt in eine Gewalt, die die Ziele der Gewalt – die Emanzipation des Menschen, die Schaffung des neuen Menschen – vergißt“. Auf die Frage von Günter Gaus (Dezember 1967), ob er notfalls selbst mit der Waffe in der Hand kämpfen würde, antwortete er: „Wäre ich in Lateinamerika, würde ich mit der Waffe in der Hand kämpfen. Ich bin nicht in Lateinamerika, ich bin in der Bundesrepublik. Wir kämpfen dafür, daß es nie dazu kommt, daß Waffen in die Hand genommen werden müssen. Aber das liegt nicht bei uns. Wir sind nicht an der Macht. Die Menschen sind nicht bewußt sich ihres eigenen Schicksals, und so, wenn 1969 der NATO-Austritt nicht vollzogen wird, wenn wir reinkommen in den Prozeß der internationalen Auseinandersetzung – es ist sicher, daß wir dann Waffen benutzen werden, wenn bundesrepublikanische Truppen in Vietnam oder in Bolivien oder anderswo kämpfen – daß wir dann im eigenen Lande auch kämpfen werden.“ In weiteren Interviews um die Jahreswende 1967/68 antwortete Dutschke auf die Frage, ob er Tomaten- und Steinwürfe ablehne, klar „Nein“ und ergänzte: „Aber die Höhe unserer Gegengewalt bestimmt sich durch das Maß der repressiven Gewalt der Herrschenden. Wir sagen ja zu den Aktionen der Antiautoritären, weil sie einen permanenten Lernprozeß der an der Aktion Beteiligten darstellen.“
Beim Vietnamkongress im Februar 1968 verlangte er daher verstärkte, zielgerichtete und auch illegale Aktionen zur Unterstützung des Vietcong. Dabei verknüpfte er dessen militärischen Kampf in der damaligen Tet-Offensive direkt mit dem Kampf des SDS bzw. der APO gegen autoritäre Gesellschaftsstrukturen: „In Vietnam werden auch wir tagtäglich zerschlagen […] Wenn sich dem Viet-Cong nicht ein amerikanischer, europäischer und asiatischer Cong zugesellt, wird die vietnamesische Revolution ebenso scheitern wie andere zuvor. Ein hierarchischer Funktionärsstaat wird die Früchte ernten, die er nicht gesät hat. […]“ Er forderte aber keinen bewaffneten Guerillakampf in der Bundesrepublik, sondern einen bundesweiten Aufruf an Bundeswehr-Soldaten zur Desertion, um „mit unserem eigenen Herrschaftsapparat zu brechen.“ Er selbst rief in der Bundesrepublik stationierte US-Soldaten öffentlich und mit über die Kasernenzäune geschleuderten Flugblättern zur massenhaften Desertion auf; diese Aufrufe hatte er 1967 vorgeschlagen. Sie wurden seit Januar 1968 vom SDS, später auch von der Gewerkschaftsjugend und einigen Universitätsdozenten übernommen.
Im Vorwort zu den Briefen an Rudi D. (Sommer 1968) schrieb Dutschke über die „Osterunruhen“ vom April 1968: Spontane, direkte Aktionen gegen den Springerkonzern seien unzureichend. Man habe nur einige Lastwagen zerstören, aber „die Maschinerie der Lüge und Bedrohung“ nicht aufhalten können. Der 'Staat der Ruhe und Ordnung' habe die „völlig unerwartete, tief menschliche Wut gegen diese Maschinerie“ rasch wieder aufgefangen. Weder geeignete Organisationen noch geeignete Waffen seien rechtzeitig vorhanden gewesen. „Molotowcocktails kamen zu spät.“ Eine „lächerliche Gewaltdiskussion“ sei gefolgt: „Die Phrase der Gewaltlosigkeit ist immer die Integration der Auseinandersetzung. […] Unsere Alternative zu der herrschenden Gewalt ist die sich steigernde Gegengewalt. Oder sollen wir uns weiter ununterbrochen kaputtmachen lassen? Nein, die Unterdrückten in den unterentwickelt gehaltenen Ländern Asiens, Lateinamerikas und Afrikas haben bereits ihren Kampf begonnen.“ Er betonte aber zugleich: „Wir kämpfen in den Metropolen nicht gegen einzelne Charaktermasken dadurch, dass wir sie erschießen; es wäre meiner Meinung nach konterrevolutionär. Das System wird freilich so etwas mal wünschen, um uns härter, für Jahre vollständig niederschlagen zu können.“ Für den Schah Persiens wünschte er sich jedoch nachträglich eine Ausnahme: Dass die Revolutionäre der Metropolen den Schahbesuch in Europa nicht genutzt hätten, um ihn zu erschießen, zeige „die Niveau-Losigkeit unseres bisherigen Kampfes“. Um Revolutionär zu werden, müssten die APO-Anhänger die Universitäten verlassen und sich in die Institutionen begeben, um sie „aufzubrechen“ und als „Permanenzrevolutionäre“ immer wieder in sie einzudringen. Dies bezeichnete er als „revolutionäre Globalstrategie im antiautoritären Sinne“. Seine kontrolliert gewaltbereite Militanz wurde später in einen „Marsch durch die Institutionen“ umgedeutet.
1971 erklärte Dutschke selbstkritisch, die von ihm und einigen anderen damals angenommene revolutionäre Situation sei eine Illusion gewesen. 1977 nach der Ermordung von Elisabeth Käsemann, die 1968 mit ihm Prag besucht hatte, verteidigte er ihre Teilnahme am bewaffneten Kampf gegen die Militärjunta in Argentinien. Er erinnerte daran, dass die Junta sämtliche Bürgerrechte außer Kraft gesetzt und die linke Opposition „mit allen Mitteln des militärischen Terrors angegriffen“ hatte, so dass den Verfolgten nur noch bewaffnete Gegenwehr übrig geblieben sei.

### Verhältnis zum Terrorismus
Dutschke bejahte auch Terror im Kampf gegen den Imperialismus, unterschied dabei aber seit 1964 zwischen „notwendigem und zusätzlichem Terror“. Ersterer sei in revolutionären Situationen legitim, da auch der bürgerlich-kapitalistische Staat zur Aufrechterhaltung seiner Ordnung Gesinnungsterror und physischen Terror anwende. In seinem Vorwort zu Che Guevaras Schrift Schaffen wir zwei, drei, viele Vietnams erklärte er, Hass auf jede Form von Unterdrückung sei einerseits militanter Humanismus, andererseits vom Umschlag in „verselbständigten Terror“ gefährdet. Wie alle „Kader“-Konzepte, die sich von der Bevölkerung isolierten und deren Bewusstwerdung verhinderten, lehnte Dutschke als antiautoritärer Marxist auch den individuellen Terror ab, den einige linksradikale Gruppen wie die „Tupamaros West-Berlin“ oder die Rote Armee Fraktion seit 1970 nach dem Zerfall des SDS verübten.
Bei der Beerdigung des RAF-Mitglieds Holger Meins am 9. November 1974 rief Dutschke mit erhobener Faust: „Holger, der Kampf geht weiter!“ Auf die heftige Kritik daran antwortete er nach dem Mord an Günter von Drenkmann in einem Leserbrief: „‚Holger, der Kampf geht weiter‘ – das heißt für mich, dass der Kampf der Ausgebeuteten und Beleidigten um ihre soziale Befreiung die alleinige Grundlage unseres politischen Handelns als revolutionäre Sozialisten und Kommunisten ausmacht. […] Der politische Kampf gegen die Isolationshaft hat einen klaren Sinn, darum unsere Solidarität. Die Ermordung eines antifaschistischen und sozialdemokratischen Kammer-Präsidenten ist aber als Mord in der reaktionären deutschen Tradition zu begreifen. Der Klassenkampf ist ein politischer Lernprozess. Der Terror aber behindert jeglichen Lernprozess der Unterdrückten und Beleidigten.“ In einem Brief an Freimut Duve (SPD) vom 1. Februar 1975 erklärte Dutschke sein Auftreten an Meins’ Grab als zwar „psychologisch verständlich“, politisch aber „nicht angemessen reflektiert“. Er besuchte das RAF-Mitglied Jan-Carl Raspe direkt nach der Beerdigung von Meins im Gefängnis und erwartete danach die Selbstzerstörung der RAF als Resultat ihrer „falschen Konzeption“ und der Isolationshaft.
Am 7. April 1977 wurde Generalbundesanwalt Siegfried Buback ermordet. Dutschke sah nun eine Partei links von der SPD als notwendige Prävention gegen Linksterrorismus an: „Der Bruch der linken Kontinuität im SDS, die verhängnisvollen Auswirkungen werden erkennbar. Was tun? Die sozialistische Partei wird immer unerlässlicher!“
Im Deutschen Herbst 1977 wurde vielen Linksintellektuellen vorgeworfen, sie hätten den „geistigen Nährboden“ der RAF geschaffen. In der Zeit vom 16. September gab Dutschke diesen Vorwurf an die „herrschenden Parteien“ zurück und stellte in Frage, dass es der RAF überhaupt noch um sozialistische Ziele gehe: „Denn in ihren Argumentationen und Diskussionen, soweit sie überhaupt von außen durchschaubar und erkennbar sind, gibt es die Frage der Emanzipation der Unterdrückten und Beleidigten schon lange nicht mehr. Der individuelle Terror ist Terror, der später in die individuelle despotische Herrschaft führt, aber nicht in den Sozialismus. Das war nicht unser Ziel und wird es nie sein. Wir wissen nur zu gut, was die Despotie des Kapitals ist, wir wollen sie nicht ersetzen durch Terrordespotie.“ Dennoch griff ihn die Stuttgarter Zeitung am Folgetag persönlich als Wegbereiter der RAF an, der gefordert habe, „das Konzept Stadtguerilla müsse hierzulande entwickelt und der Krieg in den imperialistischen Metropolen entfesselt werden.“ Dagegen erklärte Dutschke 1978, die RAF sei nach den Attentaten auf Ohnesorg und ihn selbst aus dem gesellschaftlichen „Klima der Unmenschlichkeit“ entstanden, das rechtsgerichtete Politiker und die Springermedien geschürt hätten. Er betonte im Rückblick auf seine Entwicklung im Dezember 1978 nochmals: „Individueller Terror aber ist massenfeindlich und antihumanistisch. Jede kleine Bürgerinitiative, jede politisch-soziale Jugend-, Frauen-, Arbeitslosen-, Rentner- und Klassenkampfbewegung in der sozialen Bewegung ist hundertmal mehr wert und qualitativ anders als die spektakulärste Aktion des individuellen Terrors.“

### Verhältnis zur deutschen Nation
Die Teilung Deutschlands war für Dutschke schon seit seiner DDR-Jugend ein Anachronismus: „Der Faschismus ist weg, warum wird Deutschland nun auch noch gespalten?“ Seine Weigerung, Wehrdienst in der Nationalen Volksarmee zu leisten, begründete er 1957 auch damit, dass er nicht auf Landsleute schießen wollte. 1968 erklärte er dazu: „Ich bekannte mich zur Wiedervereinigung, bekannte mich zum Sozialismus, wie er betrieben wurde, und sprach mich gegen den Eintritt in die Nationale Volksarmee aus. Ich war nicht bereit in einer Armee zu dienen, die die Pflicht haben könnte, auf eine andere deutsche Armee zu schießen, in einer Bürgerkriegsarmee, und zwar in zwei deutschen Staaten, ohne wirkliche Selbständigkeit auf beiden Seiten, das lehnte ich ab.“
Nach der Forderung einer sozialistischen Revolution im Ostblock am 17. Juni 1967 trug Dutschke am 24. Juni zunächst im engsten Freundeskreis, ab Juli im „Oberbaumblatt“ in einer Auflage von 30.000 Stück seinen Plan zu einer Räte-Revolution in West-Berlin vor, die auf die DDR ausstrahlen und so langfristig die Spaltung Deutschlands beenden sollte: „Ein von unten durch direkte Rätedemokratie getragenes West-Berlin […] könnte ein strategischer Transmissionsriemen für eine zukünftige Wiedervereinigung Deutschlands sein.“ Im Oktober 1967 vertiefte er diese Idee einer Wiedervereinigung unter sozialistischen Vorzeichen in einem Gespräch: „Wenn sich Westberlin zu einem neuen Gemeinwesen entwickeln sollte, würde das die DDR vor eine Entscheidung stellen: entweder Verhärtung oder wirkliche Befreiung der sozialistischen Tendenzen in der DDR. Ich nehme eher das letztere an.“
Danach trat dieses Thema in seinen Äußerungen zurück. Erst 1977 griff er es mit einer Artikelserie wieder auf und fragte, warum die deutsche Linke nicht national denke. Er mahnte eine Zusammenarbeit der jeweiligen sozialistischen Opposition in der DDR und der Bundesrepublik an, denn „die DDR ist zwar nicht das bessere Deutschland. Aber sie ist ein Teil Deutschlands“. Um die westdeutsche Linke für die von ihr vernachlässigte „nationale Frage“ zu interessieren und die Behandlung dieses Themas nicht den Nationalisten zu überlassen, verwies er auf den von Karl Marx selbst betonten dialektischen Zusammenhang mit der sozialen Frage: „Unter solchen Bedingungen fängt der linke Deutsche an, sich mit allem möglichen zu identifizieren, aber einen Grundzug des kommunistischen Manifestes zu ignorieren: Der Klassenkampf ist international, in seiner Form aber national.“ Diese Ansichten stießen jedoch damals auf fast einhellige Ablehnung und manchmal Empörung.

## Rezeption

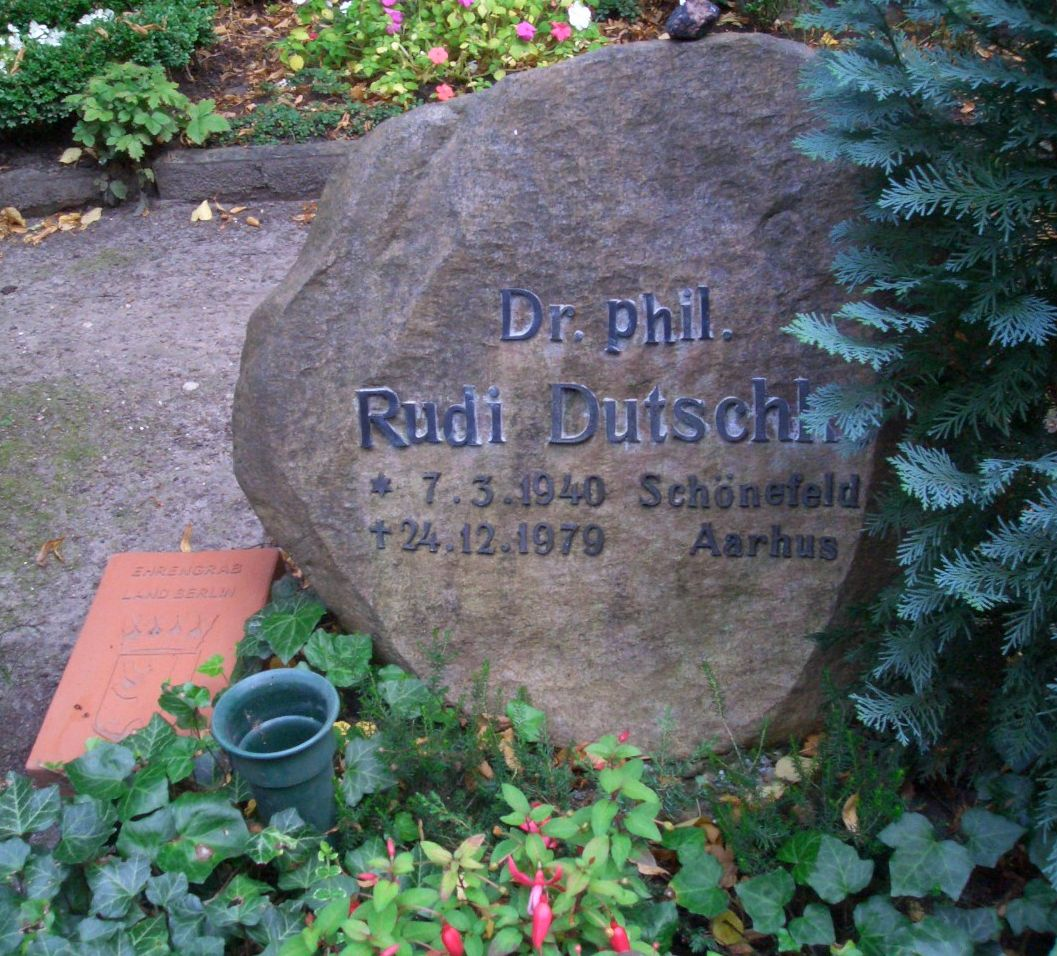
Rudi Dutschkes Ehrengrab auf dem St.-Annen-Kirchhof (Berlin)

### Nachrufe
Nach Rudi Dutschkes Tod erschien eine große Zahl positiver Nachrufe. Helmut Gollwitzer erinnerte in seiner Trauerrede an das letzte Telefonat Dutschkes an seinem Todesabend. Der Anrufer Heinz Brandt habe ihn an seine Anfänge bei der christlichen Gemeinde in Luckenwalde erinnert: „Rudi, du hast nie verlassen, wovon du ausgegangen bist, deine Anfänge bei der Jungen Gemeinde in der DDR und bei der Kriegsdienstverweigerung…“ Dem habe Dutschke zugestimmt. Er habe nicht „Führer, Chefideologe, Autorität“ sein wollen, aber zu den Revolutionären gehört, die „auf dieser Erde nicht alt geworden sind“.
Jürgen Habermas bezeichnete Dutschke als „wahrhaften Sozialisten“. Er sei „… Charismatiker einer Intellektuellenbewegung, der unermüdliche Inspirator, ein hinreißender Rhetor, der mit der Kraft zum Visionären durchaus den Sinn fürs Konkrete, für das, was eine Situation hergab, verbunden hat.“
Wolf Biermann sang in seinem Trauerlied am 3. Januar 1980 mit Bezug auf persönliche Begegnungen:
„Mein Freund ist tot, und ich bin zu traurig, um große Gemälde zu malen – sanft war er, sanft, ein bißchen zu sanft wie alle echten Radikalen.“ Dieses Bild bestimmte fortan die Wahrnehmung Dutschkes bei vielen Zeitgenossen. So meinte Walter Jens 1981, er sei „ein friedliebender, zutiefst jesuanischer Mensch“ gewesen.
Für Ulrich Chaussy begann die „Konstruktion eines Mythos“ schon zu Dutschkes Lebzeiten. Dieser habe seiner Idolisierung zu widerstehen versucht und nur Tage vor dem Attentat auf ihn für einen geplanten Fernsehfilm von Wolfgang Venohr seinen Rückzug aus der Studentenbewegung angekündigt, um der Personalisierung gesellschaftlicher Konflikte entgegenzuwirken. Chaussy erklärt das Misslingen dieser Absicht wie folgt: „Fast alle ehemaligen Genossen hatten Schuldgefühle, weil Rudis Tod, weil die Kugeln im Kopf soviel Stellvertretendes hatten, weil jede und jeder spürte: alle, die in dieser Revolte aufbegehrten, waren gemeint. […] Das passiert den frühen Toten eben, den Popstars wie den Revolutionären und so auch Rudi Dutschke. Sie selbst können sich nicht mehr einmischen.“

### Erinnerung

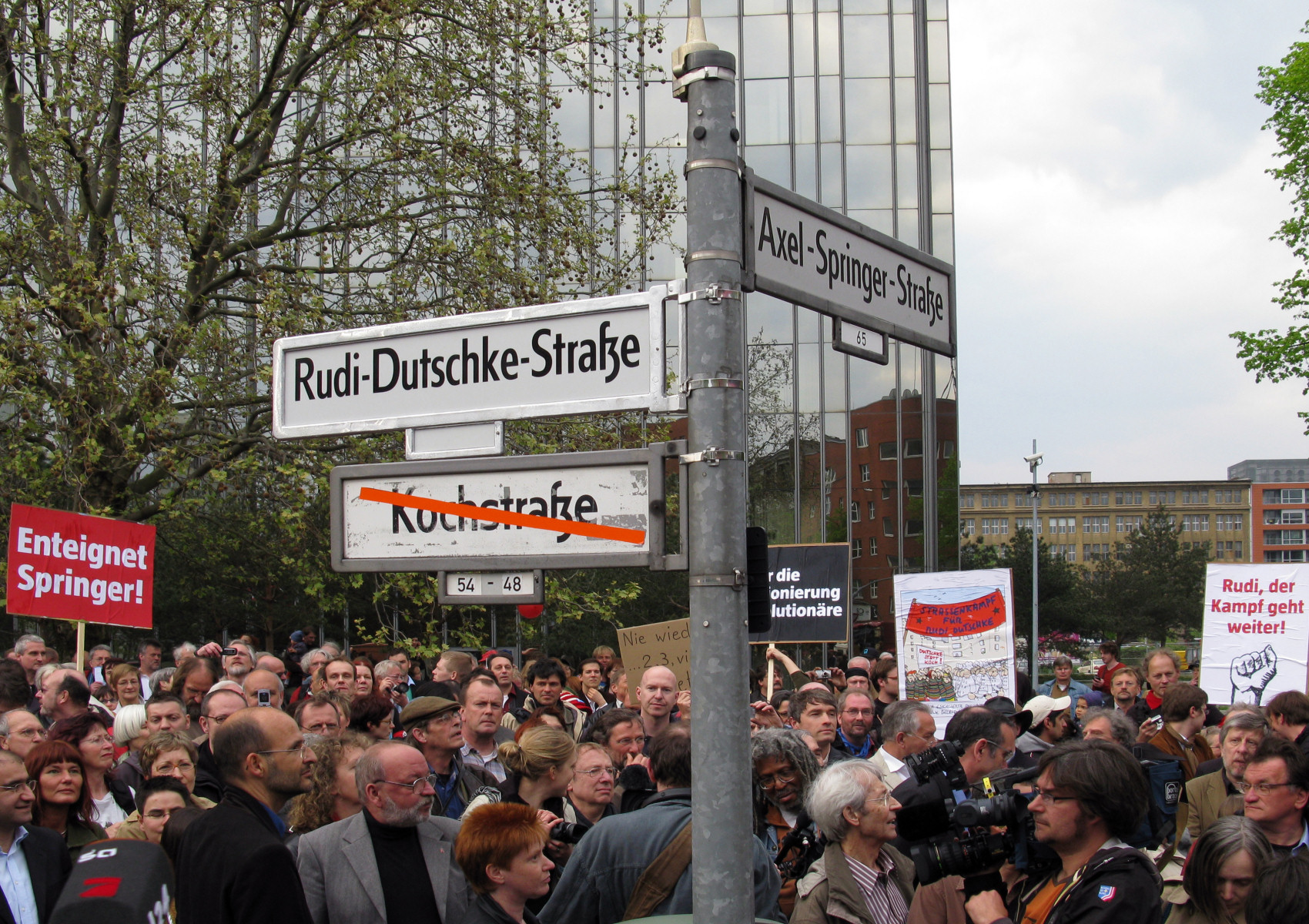
Die Umbenennungsfeier am 30. April 2008

Vor dem ehemaligen Büro des SDS am Haus Kurfürstendamm 141, dem Ort des Attentats, wurde am 23. Dezember 1990 eine in den Gehweg eingelassene Steintafel enthüllt.
Am 30. April 2008 wurde ein Teil der Kochstraße in Berlin offiziell zur Rudi-Dutschke-Straße umbenannt. Sie grenzt direkt an die Axel-Springer-Straße. Der Umbenennungsvorschlag von 2005 löste einen jahrelangen öffentlichen Konflikt aus. Mehrere Klagen von Anwohnern und des in der Kochstraße ansässigen Axel-Springer-Verlags wurden abgewiesen. Am 7. März 2008, Dutschkes 68. Geburtstag, wurde der Vorplatz des stillgelegten Bahnhofs in seinem Geburtsort Schönefeld (Nuthe-Urstromtal) in „Rudi-Dutschke-Platz“ umbenannt. Auf dem Campus der FU Berlin verläuft ein „Rudi-Dutschke-Weg“.
Mit Rudi Dutschke befassen sich die Dokumentarfilme Aufrecht gehen, Rudi Dutschke – Spuren (1988) von Helga Reidemeister und Dutschke, Rudi, Rebell (1998) von Jürgen Miermeister. Rainer Werner Fassbinders Spielfilm Die dritte Generation von 1979 verwendet Archivaufnahmen, auf denen Dutschke zu sehen ist. In dem Spielfilm Der Baader Meinhof Komplex des Regisseurs Uli Edel aus dem Jahr 2008 wird Dutschke von Sebastian Blomberg dargestellt. Das Dokudrama Dutschke (2009) von Stefan Krohmer und Daniel Nocke verbindet Interviewpassagen und inszenierte Szenen aus Dutschkes Leben. Christoph Bach wurde dafür 2010 mit dem Deutschen Fernsehpreis als Bester Schauspieler ausgezeichnet.
Wolf Biermann veröffentlichte 1968 das Lied Drei Kugeln auf Rudi Dutschke. 1969 erschien es in seinem Lyrikband Mit Marx- und Engelszungen. Thees Uhlmann besingt die Geburt Rudi Dutschkes und die Straßenbenennung in seinem Song Am 7. März (2013).
1967 entstand das Bild Dutschke von Wolf Vostell, eine Verwischung einer Fotografie von Rudi Dutschke. Das Bild ist Bestand der Kunstsammlung im Haus der Geschichte.
Dutschkes Bild wandelte sich mit dem Bild der 1968er-Revolte insgesamt. 2008 zum 40-jährigen Jubiläum der „68er“ verglich der frühere APO-Aktivist Götz Aly ihn in einem Zeitungsartikel vom 30. Januar 2008 zum Jahrestag der nationalsozialistischen Machtergreifung mit Joseph Goebbels. Eine dazu abgedruckte Fotografie verglich den Kampf der APO gegen den Springerkonzern mit den Bücherverbrennungen der Nationalsozialisten; weitere Fotografien verglichen eine Hochschulkundgebung von NS-Studenten mit einer von Dutschke mit angeführten Antikriegsdemonstration. Die Bildunterschrift behauptete „ähnliche Ziele“.

### Diskurs um die Gewaltfrage
Seit den 1970er Jahren wird besonders Dutschkes Verhältnis zu revolutionärer Gewalt und dessen möglicher Einfluss auf den Terrorismus der RAF intensiv diskutiert.
1986 stellte Jürgen Miermeister an Dutschkes Selbstzeugnissen dar, dass er jede Aktionsform reflektierte und mit einer politischen Situationsanalyse verknüpfte. Er habe theoretisch auch Attentate auf Tyrannen für legitim gehalten, aber nur als unmittelbaren Auslöser für eine Volksrevolution. Wegen dieser fehlenden Voraussetzung habe er Anschlagspläne auf Diktatoren ebenso wie Terror für die Bundesrepublik abgelehnt. Er sei „zwar kein Pazifist, aber in letzter Konsequenz weder Anarchist noch putschistischer Marxist-Leninist, sondern Christ“ gewesen und habe daher vor Gewalt gegen Menschen zurückgeschreckt.
1987 dokumentierte Wolfgang Kraushaar in seiner dreibändigen Chronik der westdeutschen Studentenbewegung auch Dutschkes und Krahls „Organisationsreferat“ von 1967. Er betonte: „Dennoch wäre es verfehlt, hier im nachhinein von einer intellektuellen Vorwegnahme der Roten Armee Fraktion (RAF) zu sprechen. Nicht nur weil es in einem konkret historischen Sinn falsch wäre, sondern auch weil es zwischen dem Aufruf vom Herbst 1967 und der Praxis der RAF eine unübersehbare qualitative Differenz gibt. Stadtguerilla wird von Dutschke und Krahl noch als Element einer Bewusstseinsstrategie definiert. Der Stellenwert der Militanz ergibt sich aus ihrer propagandistischen Funktion, nicht umgekehrt.“
In ihrer 1996 erschienenen Biografie stellte Gretchen Dutschke-Klotz auch Dutschkes widersprüchliche Haltung zu bewaffneter Gewalt dar: „Anfang 1969 war auch Rudi bereit, in den Untergrund zu gehen, falls die Bedingungen dafür gegeben waren. […] Die Illegalität schien Rudi notwendig, wenn es überhaupt gelingen sollte, neue Strukturen im herrschenden System aufzubauen. Doch es war eine ungelöste Frage, wie diese Illegalität aussehen sollte. Rudi gelang es nicht, legitime Formen der Gewalt sauber von illegitimen zu trennen.“ Er habe Angriffsplänen mit Molotowcocktails auf eine britische Fluggesellschaft damals nicht widersprochen, nur die eigene Teilnahme abgelehnt. Klar sei für ihn gewesen, dass auch illegaler Widerstand nicht von der Bevölkerung isolieren und keine Menschen gefährden sollte.
Die 2003 von Gretchen Dutschke-Klotz herausgegebenen Tagebücher Dutschkes ermöglichten neue Einblicke in seine politische Entwicklung. Michaela Karl zeichnete Dutschkes gewandeltes Verhältnis zu revolutionärer Gewalt in verschiedenen Lebensphasen nach und erklärte es aus dem jeweiligen historischen Kontext. Rudolf Sievers veröffentlichte 2004 Dutschkes Aufsatz Die geschichtlichen Bedingungen für den internationalen Emanzipationskampf, in dem dieser auch die Rolle von revolutionärer Gegengewalt erörterte.
Gerd Langguth hatte Dutschke in seiner 2001 erschienenen Studie Mythos ’68 für eine theoretische und praktische „Enttabuisierung“ von Gewalt in der Bundesrepublik verantwortlich gemacht, die zur RAF geführt habe. Wolfgang Kraushaar spitzte Langguths These 2005 in seinem Aufsatz Rudi Dutschke und der bewaffnete Kampf zu. Er kritisierte, Zeitgenossen hätten Dutschke als „Ikone“ und „grün angehauchten, christlichen Pazifisten“ dargestellt. Dies sei im Blick auf zuvor unveröffentlichte Aussagen Dutschkes in seinem Nachlass unhaltbar. Er sei der „Erfinder des Konzepts Stadtguerilla in Deutschland“ gewesen, habe dieses konsequent bis 1969 vertreten und Sprengstoffanschläge mit vorbereitet, obwohl diese unausgeführt blieben und er sich vom späteren RAF-Terrorismus distanzierte.
Dies löste eine erneute Diskussion aus. Thomas Medicus folgerte, „dass Dutschke propagierte, was Baader und die RAF praktizierten“. Lorenz Jäger begrüßte, Kraushaars Aufsatz habe vor allem Erich Frieds „Dutschke-Legende“ eines „pazifistischen Revolutionärs“ in Frage gestellt, der Ulrike Meinhof bei längerem Kontakt vom Weg in die Illegalität abgehalten hätte. Dutschke sei schon vor Beginn der Studentenbewegung gewaltbereit gewesen. Seine „Sprengstoff-Episoden“ seien Ausdruck und Folge seines Aktionskonzepts gewesen.
Jürgen Treulieb zufolge wurde Dutschke weder bei seiner Beerdigung noch bei der Gedenkveranstaltung in der Freien Universität Berlin am 3. Januar 1980 als Ikone und Pazifist dargestellt. Diese Sicht hätten vielmehr ausdrücklich auch die abgelehnt, die an Dutschkes frühen christlichen Pazifismus erinnert hätten. Diese Nachrufe übergehe Kraushaar. Rainer Stephan warf Kraushaar vor, Begriffe wie „antiautoritär“, „außerparlamentarisch“, „Bewegung“, „Revolte“, „direkte Aktion“, „Stadtguerilla“ usw. nicht zu definieren, sodass mögliche Bedeutungsunterschiede nicht sichtbar würden. Es sei nicht plausibel, dass schon der frühe Dutschke die Theorie für den Terror geliefert haben solle, von dem er sich später scharf abgrenzte: „Kraushaars eigene, höchst unsystematisch vorgeführte Zitate demonstrieren, dass Welten zwischen Dutschkes Überlegungen zu einer ‚Stadtguerilla‘ und der vollkommen apolitischen Terrorpraxis der RAF liegen.“ Klaus Meschkat erinnerte an Kraushaars frühere Unterscheidung zwischen Dutschkes und Baaders Verständnis von Stadtguerilla und kritisierte: „Wenn in den nachgelassenen Dokumenten ein Wort wie ‚Stadtguerilla‘ auftaucht, so fragt er heute nicht mehr nach dessen Bedeutung im jeweiligen Zusammenhang, ihn interessiert nur das Indiz für eine angenommene Bereitschaft zum bewaffneten Kampf à la RAF. Ansonsten werden bekannte Anekdoten detailreich nacherzählt, mit denen sich Rudi Dutschke mindestens als potentieller Terrorist zu erkennen geben soll…“ Kraushaars „kriminalistische Enthüllungsübungen“ hätten mit keinem Wort die historische Situation berücksichtigt, aus der Dutschkes Haltung sich erkläre. Diesen Kontext zu erklären sei aber eigentlich „die Pflicht eines gewissenhaften Zeithistorikers“. Gewalt seitens der Studenten zu verurteilen, ohne an den Vietnamkrieg zu erinnern, habe Oskar Negt schon 1972 als Heuchelei erklärt.
Claus Leggewie dagegen folgte Kraushaar: „Die Erkenntnisse, die Kraushaar aus dem Dutschke-Nachlass und anderen, längst publizierten Quellen […] ausgebreitet hat, gebieten, den Mythos des ökopazifistischen, geradezu jesusartigen SDS-Führers endgültig zu verabschieden. Diese Idolisierung zum ‚sanften Radikalen‘ war für Zeitgenossen, die Dutschke in den 1960er Jahren, aber auch später aus der Nähe erlebt haben, ohnehin unglaubwürdig.“
Susanne Kailitz zufolge hatte Dutschke kein in sich schlüssiges Gewaltkonzept. Zum einen habe er antiautoritäre Gewalt als Präventionsmittel verstanden, um einen vermeintlich gewaltsamen Charakter des Staates aufzudecken, zum anderen als Reaktion auf erwartete staatliche Unterdrückung. Einerseits habe er vertreten, diese Repression werde die Revolution beinahe naturgesetzlich herbeiführen, andererseits, diese sei vom Willen der revolutionären Avantgarde, nämlich der demonstrierenden Studenten, abhängig. Kailitz folgert aus dieser Ambivalenz, Dutschke habe Terror und bewaffneten Kampf in den Metropolen nur „aus strategischen Gründen“ abgelehnt.
2006 betonte Stefan Reinecke im Aufsatzband Dutschke und Du der taz zur Gewaltdebatte des Vorjahres, „warum Dutschke nicht Vordenker der RAF war“.
Jutta Ditfurth beschrieb Dutschkes dreijährige politische Freundschaft mit Ulrike Meinhof (2008) und belegte mit Originalaussagen beider sowie Zeitzeugenaussagen, dass Dutschke bis zum Attentat auf ihn 1968 radikaler als Meinhof gewesen war und früher als sie Anschläge auf Kriegsinfrastruktur bejaht hatte. Ditfurth beschrieb im Nachwort zur Neuauflage des Buchs (2018), wie gerade ehemalige 68er oder deren Kinder diese bis 1969 gültige politische Übereinstimmung Dutschkes mit Meinhof in Abrede zu stellen versucht hatten: „Der 'heilige, angeblich gewaltfreie Rudi' darf nicht durch die schmutzige, terroristische Meinhof befleckt werden.“

### Diskurs um die nationale Frage
Wolfgang Kraushaar nannte Dutschke 2000 einen „nationalen Linken“, der diese Haltung aus Rücksicht auf eine Tabuisierung alles Nationalen in der westdeutschen Linken öffentlich meist zurückgehalten habe. Tilman Fichter und Siegward Lönnendonker belegten 2011 Dutschkes leidenschaftliches Eintreten für die Wiedervereinigung Deutschlands auch mit bisher unbekannten Dokumenten.
Bernd Rabehl versuchte seit 1998, seine eigene Hinwendung zum Rechtsextremismus zu rechtfertigen, indem er Aussagen Dutschkes nachträglich zu einer „nationalrevolutionären“ Position umdeutete. So behauptete er damals in der neurechten Zeitschrift Junge Freiheit, die „nationale Frage“ habe schon bei der Bildung der APO eine wichtige Rolle gespielt; diese sei vor allem antiamerikanisch und antirussisch gewesen. „So gesehen gehörten die ‚Nationalrevolutionäre‘ Dutschke und Rabehl zu keinem Zeitpunkt zur traditionellen Linken.“ Horst Mahler, Reinhold Oberlercher und Günter Maschke griffen Rabehls Umdeutung 1999 in einer gemeinsam verfassten Kanonischen Erklärung zur Bewegung von 1968 auf und behaupteten, beim Vietnamkongress hätten Dutschke und andere Redner eine nationalrevolutionäre Befreiung Mitteleuropas von den Großmächten einleiten wollen.
Johannes Agnoli, der neben Dutschke, Erich Fried und Peter Weiss beim Vietnamkongress geredet hatte, widersprach dem 1999: „Von einem nationalrevolutionären Aufbruch haben wir nichts gewusst. Kein Wunder, zwei Juden und ein Italiener dachten an alles Mögliche, nur nicht an die deutsche Nation.“ Diese sei auch bei seinen häufigen Debatten mit Dutschke kein Thema gewesen. Wie Dutschkes Tagebuch belegt, hatte er mit Rabehl seit 1966 nicht mehr politisch zusammengearbeitet, ihn seit Mitte 1967 im SDS zu seinen Gegnern gezählt, nicht in seine Zukunftspläne eingeweiht und ihn ab 1974 für einen unsolidarischen und zynischen Plagiator aus seiner Dissertation und Opportunisten gehalten. Gegen Kraushaar und Rabehl zeigte Gretchen Dutschke-Klotz 2003 an Dutschkes Tagebuchnotizen: „Rudi wollte die Unterwürfigkeit als Persönlichkeitsmerkmal der deutschen Identität abschaffen. […] Er war kein ‚Nationalrevolutionär‘, sondern ein internationalistischer Sozialist, der im Gegensatz zu anderen begriffen hatte, dass es politisch falsch war, die nationale Frage zu ignorieren. […] Er suchte etwas ganz Neues, das nicht anschloss an die autoritäre, nationalchauvinistische deutsche Vergangenheit.“

### Aktualität
Klaus Meschkat sah Dutschkes bleibende Bedeutung 2005 in seiner Suche nach wirksamen Widerstandsformen:

„Wenn Millionen friedlicher Demonstranten in ganz Europa einen völkerrechtswidrigen Angriffskrieg nicht verhindern konnten – sollten wir nicht erst einmal mit Interesse und Sympathie auf die Versuche Rudi Dutschkes und seiner Freunde zurückblicken, die amerikanische Kriegsmaschine zum Halten zu bringen?“

Ralf Dahrendorf dagegen urteilte 2008 über Dutschkes Theorien und sozialwissenschaftliche Forschung: „Er war ein konfuser Kopf, der keine bleibenden Gedanken hinterlassen hat. Worauf man zurückblickt, ist die Person: ein anständiger, ehrlicher und vertrauenswürdiger Mann. Aber ich wüsste niemand, der sagen würde: Das war Dutschkes Idee, die müssen wir jetzt verfolgen.“
Ulrich Chaussy verweigerte in der Neuauflage seiner Dutschkebiografie (2018) Antworten auf die Frage nach Dutschkes Aktualität und aktuellen politischen Präferenzen. Chaussy betont, Dutschke sei optimistisch geblieben und man könne ihn sich auch heute nur als hoffnungsvollen Menschen vorstellen. Jutta Ditfurth betont die nicht zuletzt durch Dutschkes Überzeugungs- und Integrationskraft erreichte Einigkeit und Radikalität der APO bis zum Vietnamkongress 1968 und deren Einfluss auf viele folgende gesellschaftskritische soziale Bewegungen.

## Schriften
- Gretchen Dutschke-Klotz (Hrsg.): Rudi Dutschke: Jeder hat sein Leben ganz zu leben. Die Tagebücher 1963–1979. Kiepenheuer & Witsch, Köln 2003, ISBN 3-462-03224-0.
- Jürgen Miermeister (Hrsg.): Rudi Dutschke: Geschichte ist machbar. Texte über das herrschende Falsche und die Radikalität des Friedens. Klaus Wagenbach, Berlin 1991, ISBN 3-8031-2198-1.
- Karola Bloch, Welf Schröter (Hrsg.): Rudi Dutschke: „Lieber Genosse Bloch …“ Briefe Rudi Dutschkes an Karola und Ernst Bloch. 1968–1979. Talheimer, Mössingen 1988, ISBN 3-89376-001-6.
- Ulf Wolter (Hrsg.): Rudi Dutschke: Aufrecht gehen. Eine fragmentarische Autobiographie. Eingeleitet von Gretchen Dutschke-Klotz. Bibliographie: Jürgen Miermeister. Olle und Wolter, Berlin 1981, ISBN 3-88395-427-6. Auszüge: Aufrecht gehen zu lernen ist nicht leicht. In: Der Spiegel. Nr. 44, 1981 (online).
- Gretchen Dutschke-Klotz, Helmut Gollwitzer, Jürgen Miermeister (Hrsg.): Rudi Dutschke: Mein langer Marsch. Reden, Schriften und Tagebücher aus zwanzig Jahren. Rowohlt, Reinbek 1981, ISBN 3-499-14718-1.
- Warum ich Marxist bin – doch Marx sagte: „Ich bin kein Marxist“. In: Fritz Raddatz (Hrsg.): Warum ich Marxist bin. Kindler, München 1978, ISBN 3-463-00718-5, S. 95–135.
- Gekrümmt vor dem Herrn, aufrecht im politischen Klassenkampf: Helmut Gollwitzer und andere Christen. In: Andreas Baudis und andere (Hrsg.): Richte unsere Füße auf den Weg des Friedens. Für Helmut Gollwitzer zum 70. Geburtstag. Christian Kaiser, München 1978, ISBN 3-459-01186-6, S. 544–577.
- Wider die Päpste. Über die Schwierigkeiten, das Buch von Bahro zu diskutieren. Ein offener Brief an den Stasi Chef. In: Ulf Wolter (Hrsg.): Antworten auf Bahros Herausforderung des „realen Sozialismus“. Olle & Wolter, Berlin 1978, ISBN 3-921241-51-0.
- Frank Böckelmann, Herbert Nagel (Hrsg.): Subversive Aktion. Der Sinn der Organisation ist ihr Scheitern. Neue Kritik, Frankfurt am Main 1976 / 2002, ISBN 3-8015-0142-6.
- mit Manfred Wilke (Hrsg.): Die Sowjetunion, Solschenizyn und die westliche Linke. Rowohlt, Reinbek 1975, ISBN 3-499-11875-0.
- Versuch, Lenin auf die Füße zu stellen. Über den halbasiatischen und den westeuropäischen Weg zum Sozialismus. Lenin, Lukács und die Dritte Internationale. (1974) Klaus Wagenbach, Berlin 1984, ISBN 3-8031-3518-4.
- Pamphlet. In: Stefan Reisner: Briefe an Rudi D. (= Voltaire Flugschrift. Nummer 19). Edition Voltaire, Berlin 1968 (Vorwort).
- mit Uwe Bergmann, Wolfgang Lefèvre, Bernd Rabehl: Rebellion der Studenten oder Die neue Opposition. Eine Analyse. Rowohlt, Reinbek bei Hamburg 1968.
- Zur Literatur des revolutionären Sozialismus von K. Marx bis in die Gegenwart. sds-korrespondenz sondernummer. (1966) Paco Press, Amsterdam 1970, ISBN 3-929008-93-9.

## Tondokumente
- Das Problem der Revolution in Deutschland – Reden, Streitgespräche und Interviews. CD 1: Rudi Dutschke, Günter Gaus: Zu Protokoll: Rudi Dutschke. CD 2: Rudi Dutschke: Das Problem der Revolution in Deutschland. CD 3: Rudi Dutschke: Vortrag an der Karlsuniversität Prag. CD 4: Rudi Dutschke: Gespräch mit Brigitte und Helmut Gollwitzer und Interview mit Ulrich Chaussy. Produktionen des Südwestrundfunks SWR2, Hrsg. Ulrich Chaussy. Quartino, München 2008, ISBN 978-3-86750-033-3.

### Biografien
- Ulrich Chaussy: Rudi Dutschke: Die Biographie. Droemer, München 2018, ISBN 978-3-426-27752-2.
- Michaela Karl: Rudi Dutschke – Revolutionär ohne Revolution. Neue Kritik, Frankfurt am Main 2003, ISBN 3-8015-0364-X.
- Ulrich Chaussy: Die drei Leben des Rudi Dutschke. Eine Biographie. (1983) Pendo, Zürich 1999, ISBN 3-85842-532-X.
- Gretchen Dutschke: Rudi Dutschke. Wir hatten ein barbarisches, schönes Leben. Eine Biographie. Kiepenheuer und Witsch, Köln 1996, ISBN 3-462-02573-2.
- Jürgen Miermeister: Rudi Dutschke. Mit Selbstzeugnissen und Bilddokumenten. Rowohlt, Reinbek bei Hamburg 1986, ISBN 3-499-50349-2.

### Einzelthemen
- Jutta Ditfurth: Rudi Dutschke und Ulrike Meinhof: Geschichte einer Freundschaft. Erweiterte, aktualisierte und überarbeitete Neuausgabe, konkret Verlag, Hamburg 2018, ISBN 978-3-930786-83-1.
- Gretchen Dutschke: 1968. Worauf wir stolz sein dürfen. kursbuch.edition, Hamburg 2018, ISBN 978-3-96196-006-4.
- Carsten Prien: Dutschkismus – die politische Theorie Rudi Dutschkes. Ousia Lesekreis Verlag, Seedorf 2015, ISBN 978-3-944570-58-7.
- Willi Baer, Karl-Heinz Dellwo: Rudi Dutschke: Aufrecht Gehen. 1968 und der libertäre Kommunismus. Laika, Hamburg 2012, ISBN 978-3-942281-81-2.
- Tilman P. Fichter, Siegward Lönnendonker: Dutschkes Deutschland. Der Sozialistische Deutsche Studentenbund, die nationale Frage und die DDR-Kritik von links. Klartext, Essen 2011, ISBN 978-3-8375-0481-1.
- Tilman P. Fichter, Siegward Lönnendonker: Kleine Geschichte des SDS. Der Sozialistische Deutsche Studentenbund von Helmut Schmidt bis Rudi Dutschke. Klartext, Essen 2008, ISBN 978-3-89331-868-1.
- Rudi-Marek Dutschke: Spuren meines Vaters. Kiepenheuer und Witsch, Köln 2001, ISBN 3-462-03038-8.
- Friedrich-Wilhelm Marquardt: Rudi Dutschke als Christ. Theologischer Verlag, Tübingen 1996, ISBN 3-929128-17-9.
- Jürgen Miermeister: Ernst Bloch, Rudi Dutschke. Europäische Verlagsanstalt, Hamburg 1996, ISBN 3-434-50207-6.
- Rainer Rappmann (Hrsg.), Joseph Beuys: Denker, Künstler, Revolutionäre. Beuys, Dutschke, Schilinski, Schmundt: vier Leben für Freiheit, Demokratie und Sozialismus. FIU-Verlag, Wangen 1996, ISBN 3-928780-13-1.